# Vitraux de la cathédrale de Rouen
Les vitraux de la cathédrale de Rouen constituent un large panorama de l'art du vitrail depuis le début du XIIIe siècle jusqu'à la fin du XXe siècle,

## Historique
Il ne subsiste aucun vitrail antérieur à l'incendie de 1200 et de la reconstruction de la cathédrale. Les verrières ont été posées au fur et à mesure de l'avancement des travaux, comme cela a été le cas pour des cathédrales contemporaines de Chartres et de Bourges. Les fenêtres basses ont été vitrées avant 1250, dont subsistent intactes aujourd'hui celles du déambulatoire (vers 1220-1230).
Vers 1265/1275, des chapelles sont ajoutées aux bas-côtés de la nef. Les verrières des bas-côtés de la nef (vers 1200-1210 et 1220-1230) ont été remployés après 1270 et regroupées pour former les célèbres « Belles Verrières ».
La chapelle de la Vierge est reconstruite à partir de 1306, sous l'épiscopat de Guillaume de Flavacourt. Les vitraux, réalisés aux environs de 1310, représentent les saints évêques et archevêques de Rouen. Le XIVe siècle voit aussi la réalisation des vitraux des roses dont seule celle du portail des Libraires a été conservée.
Jenson Salvart remplace les fenêtres hautes de la cathédrale afin d’y apporter davantage de lumière. Les nouveaux vitraux sont l’œuvre de Jehan de Senlis. Guillaume Pontifs, qui devient maître-d'œuvre de la cathédrale en 1462, poursuit le travail de Jenson Salvart et Geoffroi Richier dans le réaménagement du fenestrage du croisillon nord du transept. Guillaume Barbe et son atelier réalise entre 1463 et 1470 les fenêtres basses de la nef.
La construction de la tour de Beurre verra un artiste d'influence germanique pour la réalisation des verrières de la chapelle Saint-Étienne-la-Grande-Église, tandis que les deux verrières du croisillon sud du transept sont caractéristiques de l'école d'Arnoult de Nimègue. La Dormition de la Vierge d'Engrand Le Prince exécutée en 1528 a malheureusement disparue.
Des verrières sont au XVIIe siècle remplacées par des verres incolores afin de mieux éclairer l'intérieur de la cathédrale. Un ouragan en 1683 dévaste la façade occidentale et détruit la rosace.
Le XIXe siècle est marqué par plusieurs campagnes de restaurations.
Les verrières du XIXe siècle restées en place sont détruites lors de la Seconde Guerre mondiale. Après-guerre, des panneaux provenant de l'église Saint-Vincent ainsi que des créations de Max Ingrand, Jean-Jacques Gruber, Simone Flandrin-Latron et Sylvie Gaudin viennent compléter les baies restées vides.
En 1993, il restait encore 30 m2 de panneaux anciens à poser et 1 150 m² de verrières à créer.

## Numérotation des baies

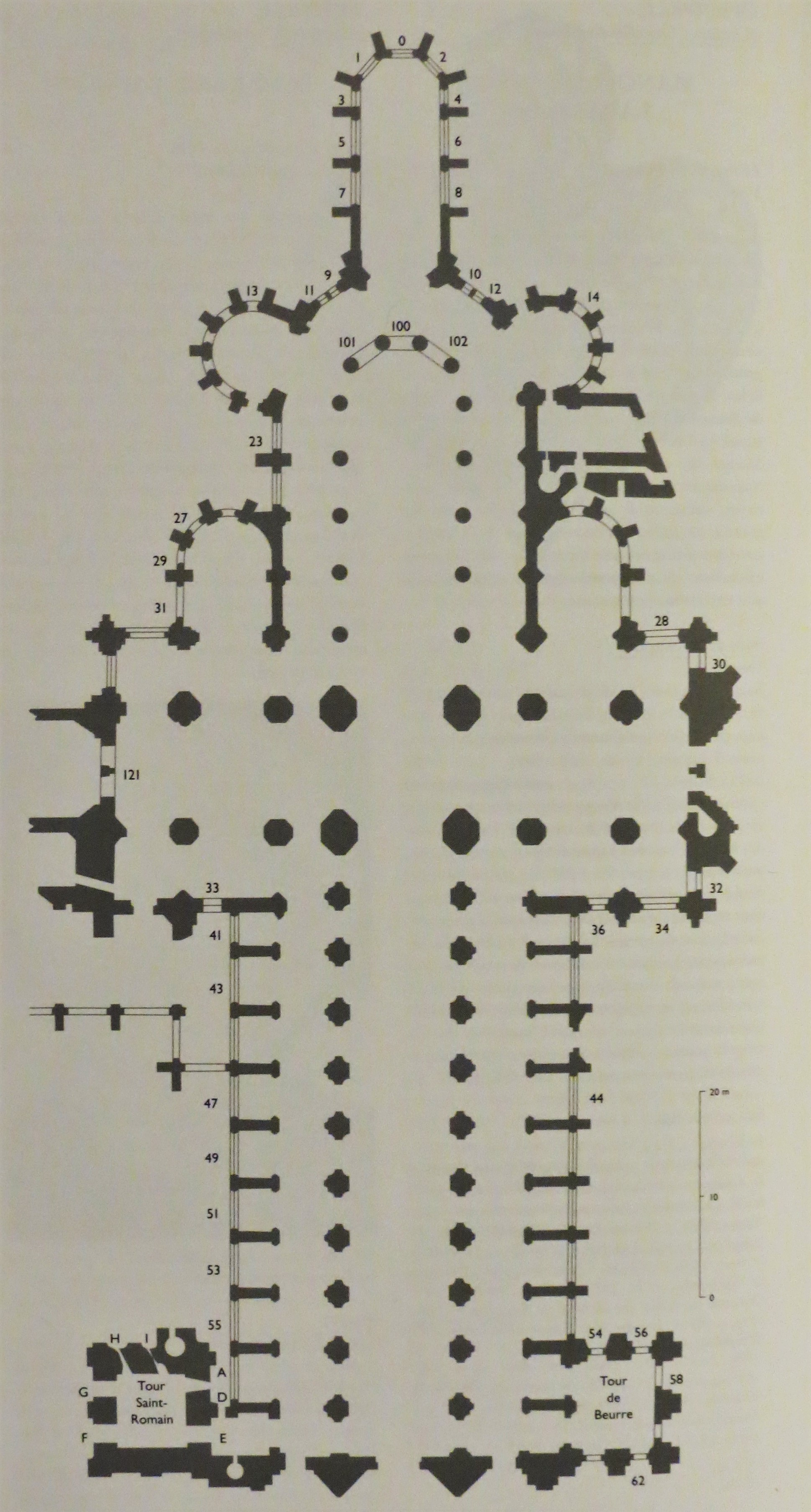
Plan de situation des verrières de la cathédrale de Rouen suivant le corpus vitrearum.

La numérotation des baies est celle adoptée par le Corpus vitrearum. Elle va de 0 à 99 pour le niveau inférieur, commence par le chevet jusqu'à la façade de la nef. Le numéro 0 est donné à la baie située dans l'axe de l'abside ou de la chapelle d'axe. Les numéros impairs sont donnés aux baies situées côté gauche, au Nord. Les numéros pairs sont donnés aux baies côté droit, au Sud. Le niveau supérieur va de 100 à 199, suivant le même principe que pour le niveau inférieur. La baie 100 est la baie située dans l'axe du chœur.
Les vitraux sont présentés ci-après suivant l’ordre dans lequel ils sont vus lorsqu’on fait le tour intérieur de la cathédrale, par le collatéral et le déambulatoire, du nord au sud.

## Les verrières

### Rosace occidentale
| N° baie | Nom du vitrail   | Donateurs | Dates | Maître verrier | Base Palissy | Wikimedia Commons    |
| ------- | ---------------- | --------- | ----- | -------------- | ------------ | -------------------- |
| 151     | Rose occidentale |           |       |                |              | Baie 151 sur Commons |

### Tour Saint-Romain
Les vitraux du 1er étage de la tour Saint-Romain proviennent de l'église Saint-Vincent de Rouen et sont l'œuvre de Guillaume Barbe et de son atelier.
| N° baie | Nom du vitrail                       | Donateurs | Dates                | Maître verrier               | Base Palissy | Wikimedia Commons |
| ------- | ------------------------------------ | --------- | -------------------- | ---------------------------- | ------------ | ----------------- |
| A       | Verrière de sainte Barbe             |           | XVe siècle vers 1525 | Guillaume Barbe gendre Barbe |              |                   |
| B       | Verrière d'une Vierge à l'Enfant     |           | XVe siècle vers 1525 | Guillaume Barbe gendre Barbe |              |                   |
| C       | Verrière d'un Christ bénissant       |           | XVe siècle vers 1525 | Guillaume Barbe gendre Barbe |              |                   |
| D       | Verrière de saint Jean-Baptiste      |           | vers 1525            | gendre Barbe                 |              |                   |
| E       | Verrière de sainte Marie-Madeleine   |           | vers 1525            | gendre Barbe                 |              |                   |
| F       | Verrière de saint Michel             |           | XVe siècle vers 1525 | Guillaume Barbe gendre Barbe |              |                   |
| G       | Verrière d'une Vierge de Pitié       |           | XVe siècle vers 1525 | Guillaume Barbe gendre Barbe |              |                   |
| H       | Verrière de l'Éducation de la Vierge |           | vers 1475            | Guillaume Barbe              |              |                   |
| I       | Verrière de sainte Catherine         |           | vers 1500 vers 1525  | Guillaume Barbe gendre Barbe |              |                   |

### Collatéral Nord de la nef
Les vitraux de la nef ont été exécutés vers le milieu du XVe siècle. Après la fin de la guerre de Cent Ans, des travaux importants furent entrepris à la cathédrale de Rouen. Les fenêtres des chapelles construites à partir de 1270, hormis celles contenant les "Belles Verrière", ont alors été dotées de vitraux par le maître verrier titulaire de la cathédrale, Guillaume Barbe. Un seul vitrail, dans la chapelle Sainte-Catherine, a été conservé des panneaux du XVe siècle. Ils ont été remontés dans une fenêtre dont la grisaille a été remplacée par des vitraux de Max Ingrand au XXe siècle.
Au nord, deux chapelles du collatéral recèlent les vitraux les plus anciens conservés en place en Normandie. Ces vitraux de 1200 surnommés depuis le XIVe siècle « les Belles Verrières » sont célèbres pour leur couleur bleue « de Chartres ». Remontés après la création des chapelles vers 1270, plusieurs vitraux ont été assemblés dans deux baies plus grandes, no 51 et 53 et mélangent des scènes des vies de sainte Catherine, saints Sever d'Avranches et Sévère de Ravenne, saint Nicolas, saint Jean-Baptiste et saint Étienne.
Les parties inférieures des deux baies no 51 et 53 des chapelles où se trouvent les « Belles Verrières » sont garnies de vitraux différents, datés du XVe siècle, œuvre de Guillaume Barbe, maître-verrier de la cathédrale.

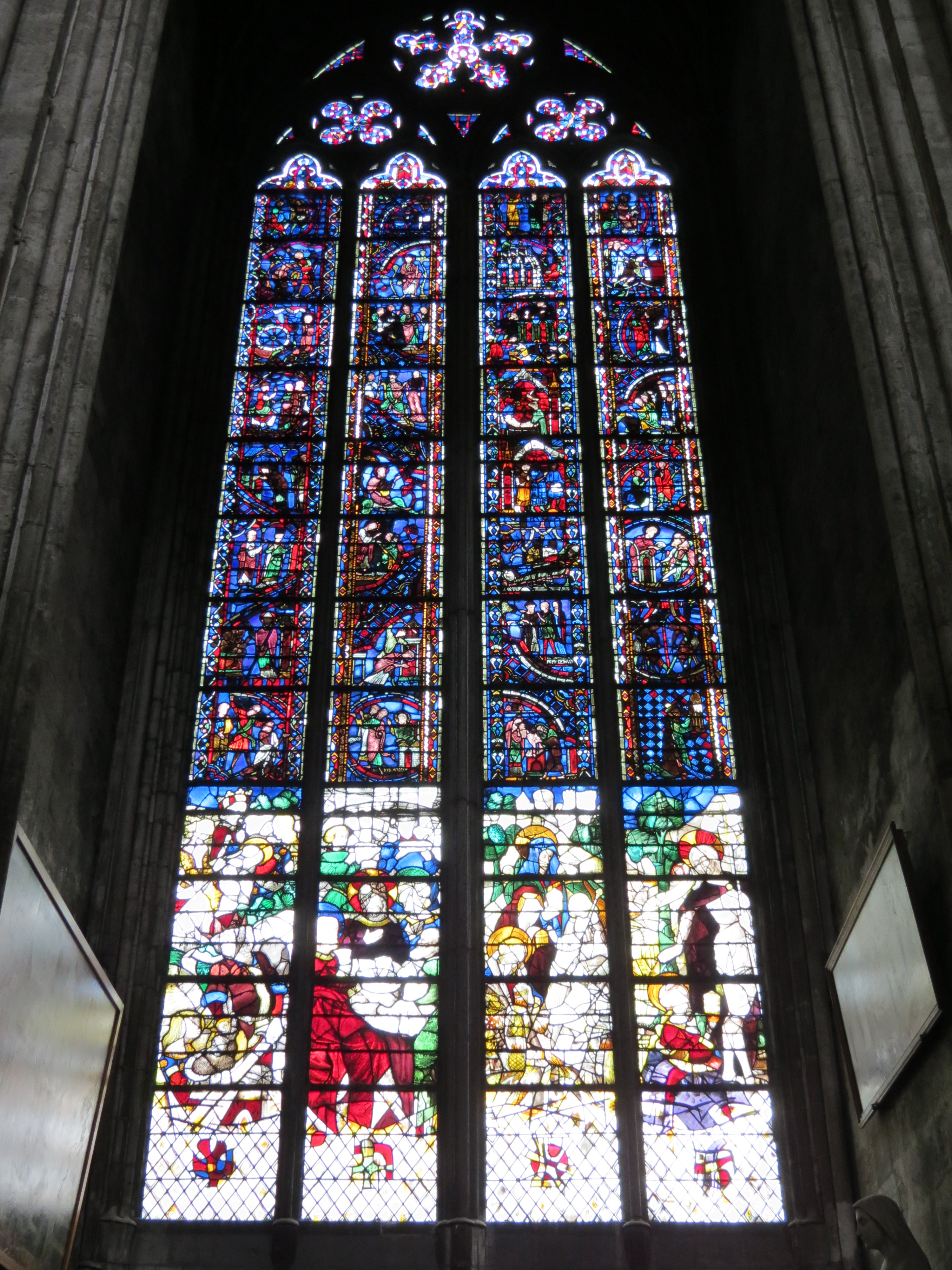
Baie 53, chapelle Saint-Jean-de-la-Nef
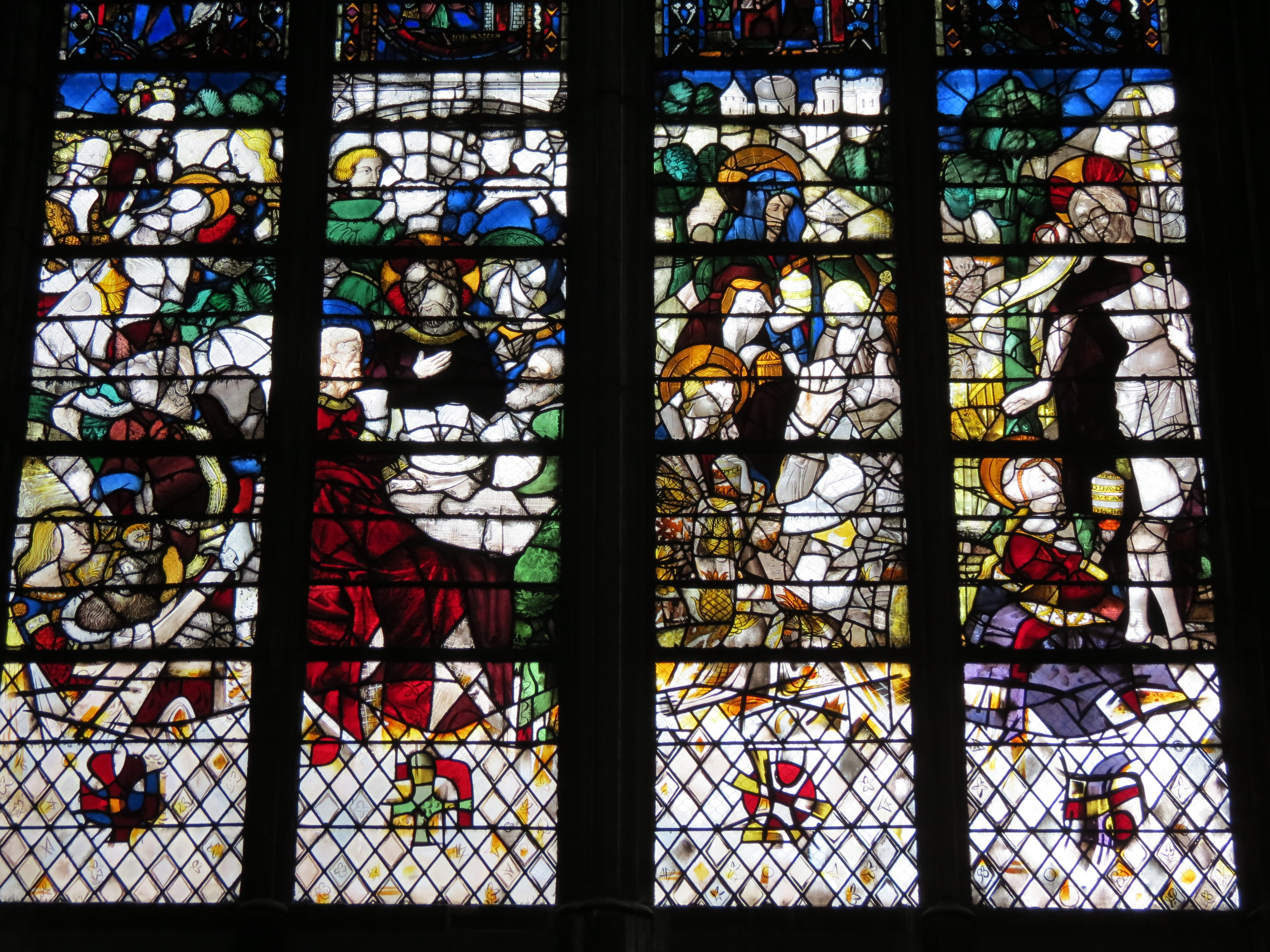
Baie 53, Noli me tangere
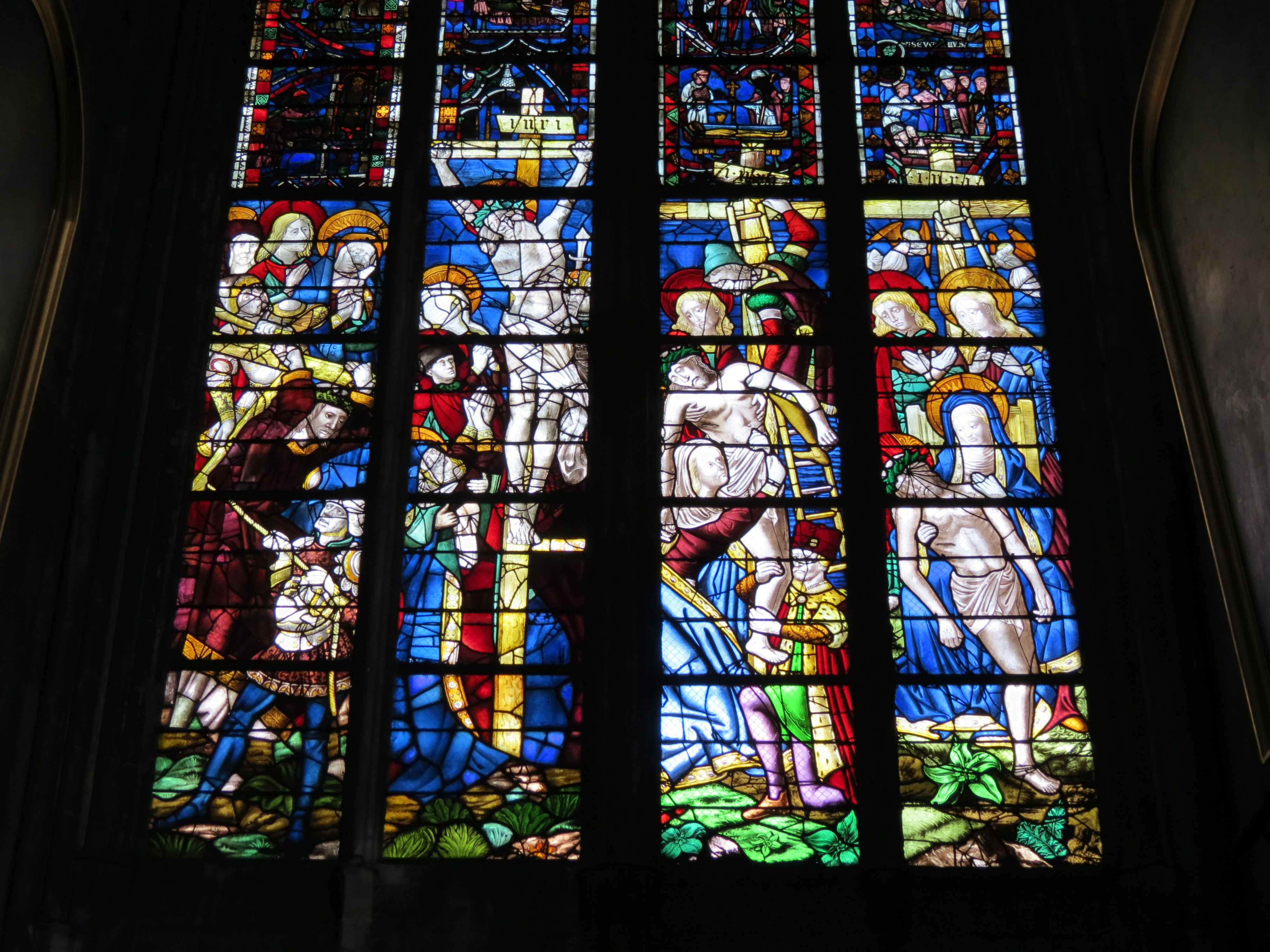
Baie 51, la Passion du Christ
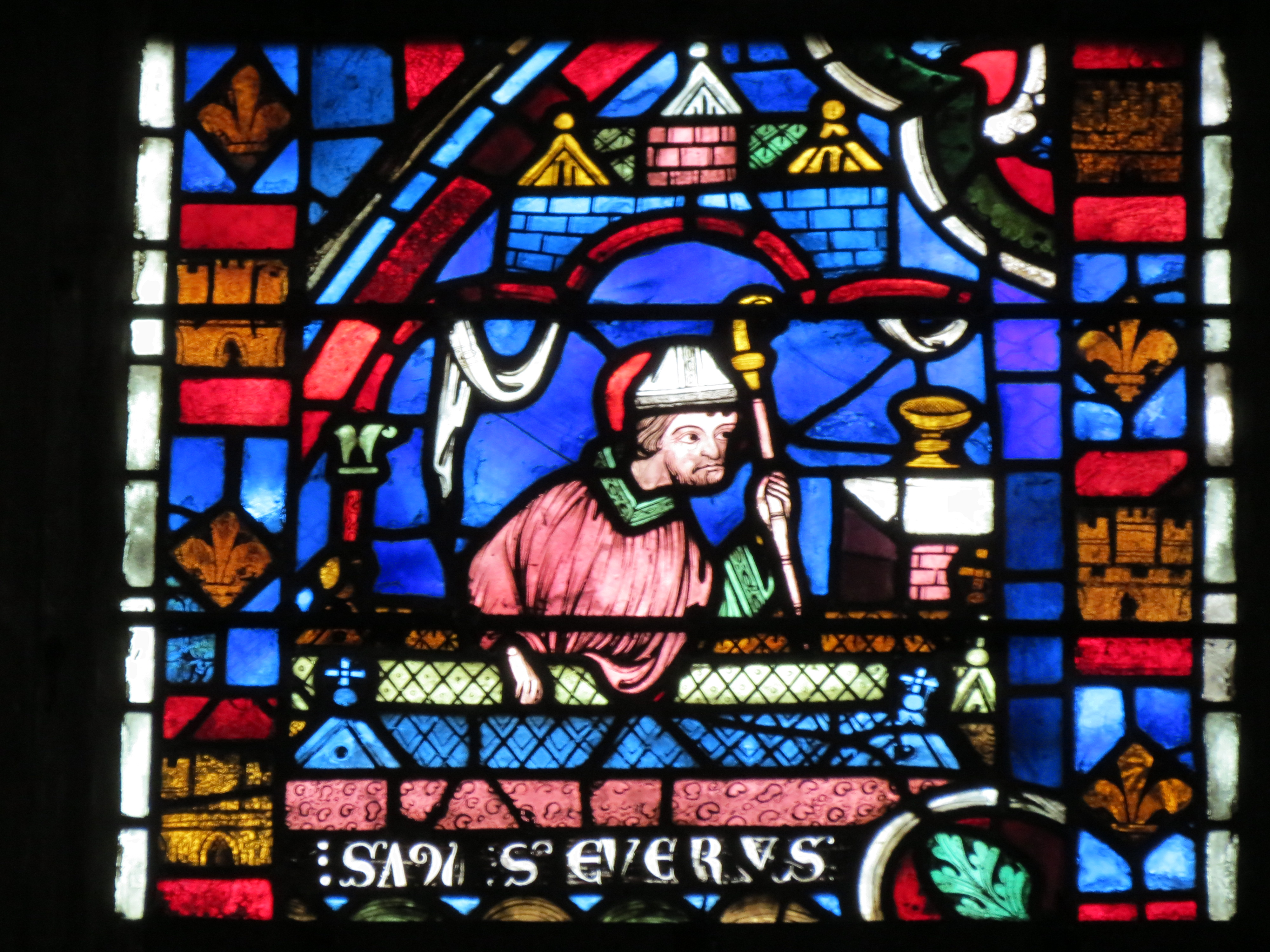
Baie 51, Saint-Sever
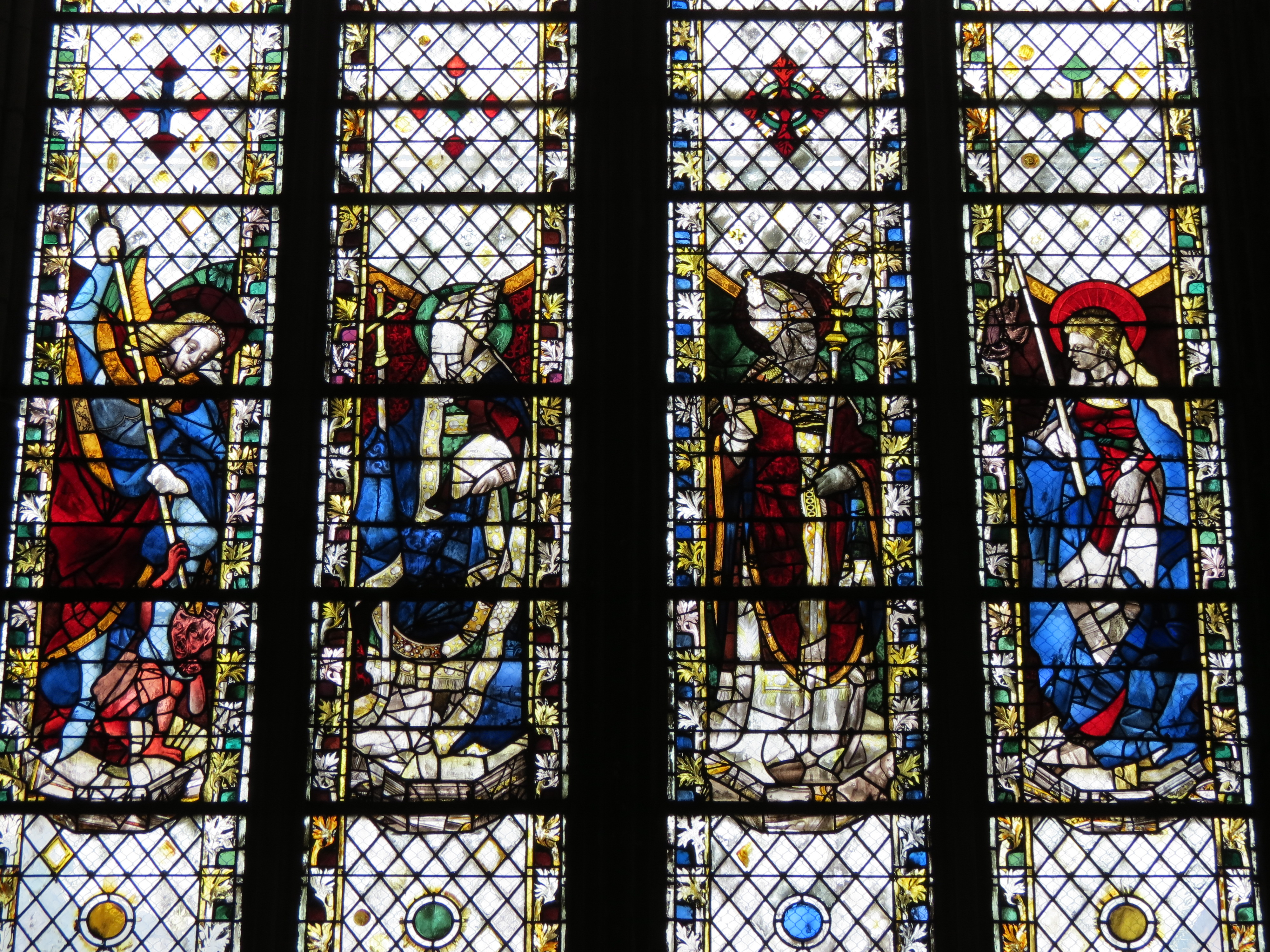
Baie 49

| N° baie | Emplacement                   | Nom du vitrail                                                               | Donateurs | Dates                                   | Maître verrier              | Base Palissy         | Wikimedia Commons   |
| ------- | ----------------------------- | ---------------------------------------------------------------------------- | --------- | --------------------------------------- | --------------------------- | -------------------- | ------------------- |
| 57      | Chapelle Saint-Mellon         |                                                                              |           |                                         |                             |                      | Baie 57 sur Commons |
| 55      | Chapelle Sainte-Agathe        | Vitrail de saint Victor, Vierge à l'Enfant, sainte Agathe et saint Sébastien |           | 1468/1469 1960                          | Guillaume Barbe Jean Gaudin |                      | Baie 55 sur Commons |
| 53      | Chapelle Saint-Jean-de-la-Nef | Verrière composite : « Belles Verrières » et Noli me tangere                 |           | vers 1200-1210 1220-1230 1468/1469 1960 | Guillaume Barbe Jean Gaudin | Notice no PM76003009 | Baie 53 sur Commons |
| 51      | Chapelle Saint-Sever          | Verrière composite : « Belles Verrières » et la Passion du Christ            |           | vers 1200-1210 1220-1230 1468/1469 1960 | Guillaume Barbe Jean Gaudin |                      | Baie 51 sur Commons |
| 49      | Chapelle Saint-Julien         | Verrière des saints Michel, Julien, Guillaume et Geneviève                   |           | 1468/1469 1960                          | Guillaume Barbe Jean Gaudin |                      | Baie 49 sur Commons |
| 47      | Chapelle Saint-Éloi           | Verrière des saints Éloi, Laurent, Jean-Baptiste et Nicolas                  |           | 1470 1960                               | Guillaume Barbe Jean Gaudin |                      | Baie 47 sur Commons |
| 45      | Chapelle des Fonts            |                                                                              |           |                                         |                             |                      | Baie 45 sur Commons |
| 43      | Chapelle Saint-Nicolas        | Verrière des saints Marguerite, Madeleine, Nicolas et Vierge à l'Enfant      |           | 1465/1470 1960                          | Guillaume Barbe Jean Gaudin |                      | Baie 43 sur Commons |
| 41      | Chapelle Sainte-Anne          | Verrière des saints Claire, évêque, Madeleine et Éducation de la Vierge      |           | 1465 1960                               | Guillaume Barbe Jean Gaudin | Notice no PM76003006 | Baie 41 sur Commons |

### Bras Nord du transept

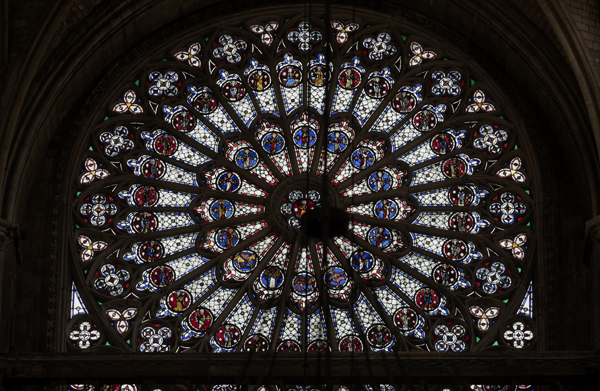
Baie 121, Rose des Libraires
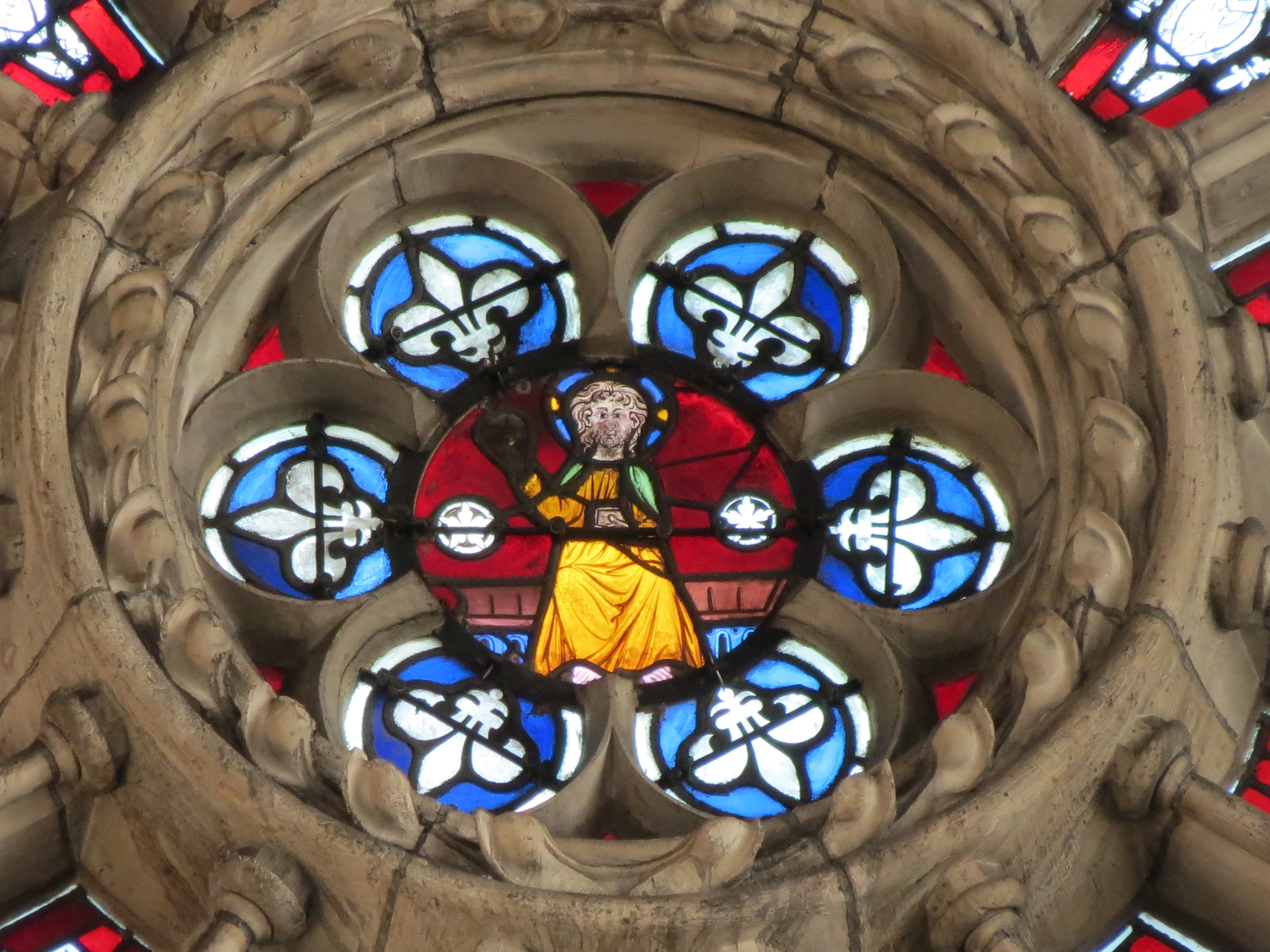
Baie 121, Christ en majesté
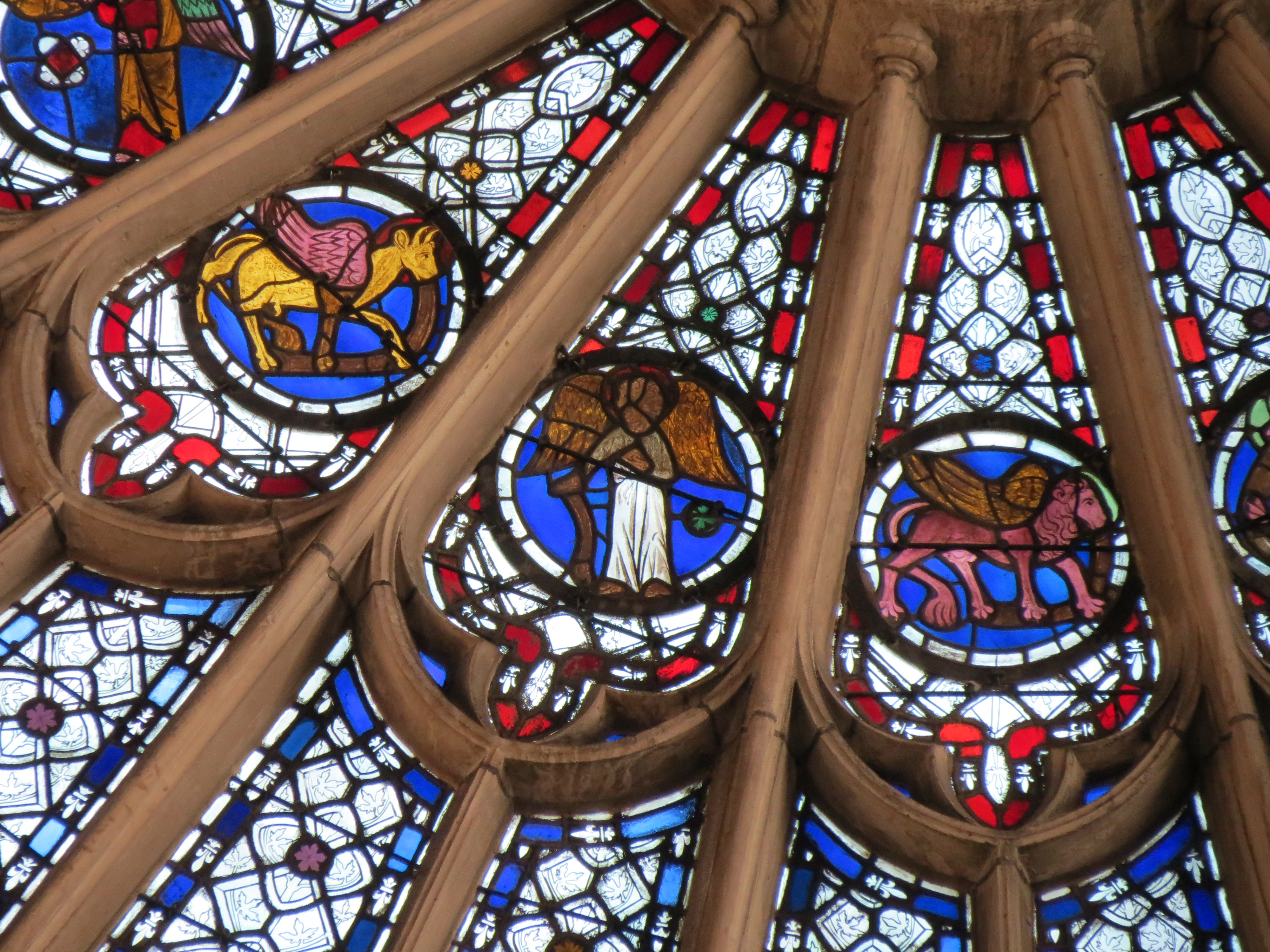
Baie 121, les évangélistes
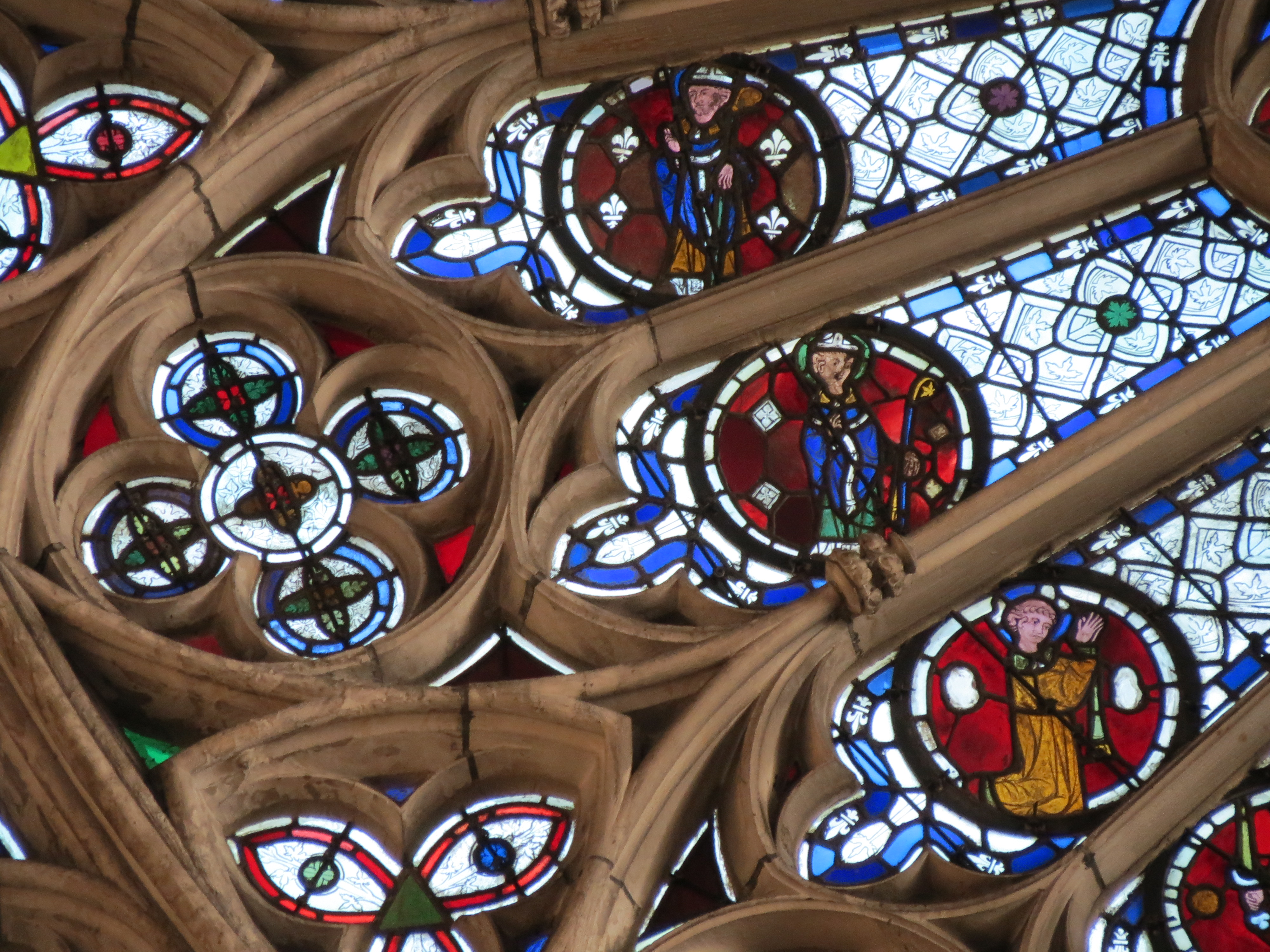
Baie 121, les saints

Il ne reste des roses du transept datant de la fin du XIVe siècle que la rose septentrionale. Elle avait été réalisée par Guillaume Nouel à qui on doit aussi les verrières  des chapelles nord de la nef. Au centre le Christ est représenté en Majesté. Il est entouré des apôtres, des symboles des évangélistes, d'évêques, de rois et de martyrs.
La verrière de saint Vincent et saint Laurent composée de huit panneaux du XIIIe siècle faisaient partie des Belles Verrières. Ils se trouvaient probablement dans les fenêtres du bas-côté sud. Ils ont été remontés dans la fenêtre ouest du croisillon nord du transept, entourés d'une composition moderne qui les met en valeur. Un panneau montrant deux bourreaux se penchant sur le corps supplicié de saint Vincent a été mutilé et complété par des verres divers.
| N° baie | Nom du vitrail                             | Donateurs | Dates                   | Maître verrier                                   | Base Palissy | Wikimedia Commons    |
| ------- | ------------------------------------------ | --------- | ----------------------- | ------------------------------------------------ | ------------ | -------------------- |
| 39      | Verrière de saint Vincent et saint Laurent |           | XIIIe siècle XXe siècle |                                                  |              | Baie 39 sur Commons  |
| 37      |                                            |           |                         |                                                  |              | Baie 37 sur Commons  |
| 121     | Rose des Libraires                         |           | vers 1280 1973          | Guillaume Nouel Simone Flandrin-Latron et Durand |              | Baie 121 sur Commons |

#### Chapelle Notre-Dame-de-Pitié
| N° baie | Nom du vitrail | Donateurs | Dates | Maître verrier | Base Palissy | Wikimedia Commons   |
| ------- | -------------- | --------- | ----- | -------------- | ------------ | ------------------- |
| 35      |                |           |       |                |              | Baie 35 sur Commons |
| 33      |                |           |       |                |              | Baie 33 sur Commons |

#### Chapelle du Saint-Sacrement
| N° baie | Nom du vitrail | Donateurs                | Dates                         | Maître verrier | Base Palissy | Wikimedia Commons   |
| ------- | --- | ------------------------ | ----------------------------- | -------------- | ------------ | ------------------- |
| 31      | Verrière composite : baptême du Christ, donatrice offrant une verrière et un roi trônant                              |                          | vers 1230 1958-1960           | Max Ingrand    |              | Baie 31 sur Commons |
| 29      | Verrière composite : Saint-Jean-l'Évangéliste écrivant l'Apocalypse, symboles eucharistiques et Pélican symbolique    |                          | vers 1230 1958-1960           | Max Ingrand    |              | Baie 29 sur Commons |
| 27      | Verrière composite : communion d'un soldat, pèlerin, Azon le Tort et sa femme offrant le vitrail et Vierge à l'Enfant | Azon le Tort et sa femme | vers 1230 vers 1266 1958-1960 | Max Ingrand    |              | Baie 27 sur Commons |
| 25      | Verrière des symboles de l'Eucharistie                                                                                |                          | 1959                          | Max Ingrand    |              | Baie 25 sur Commons |

### Déambulatoire

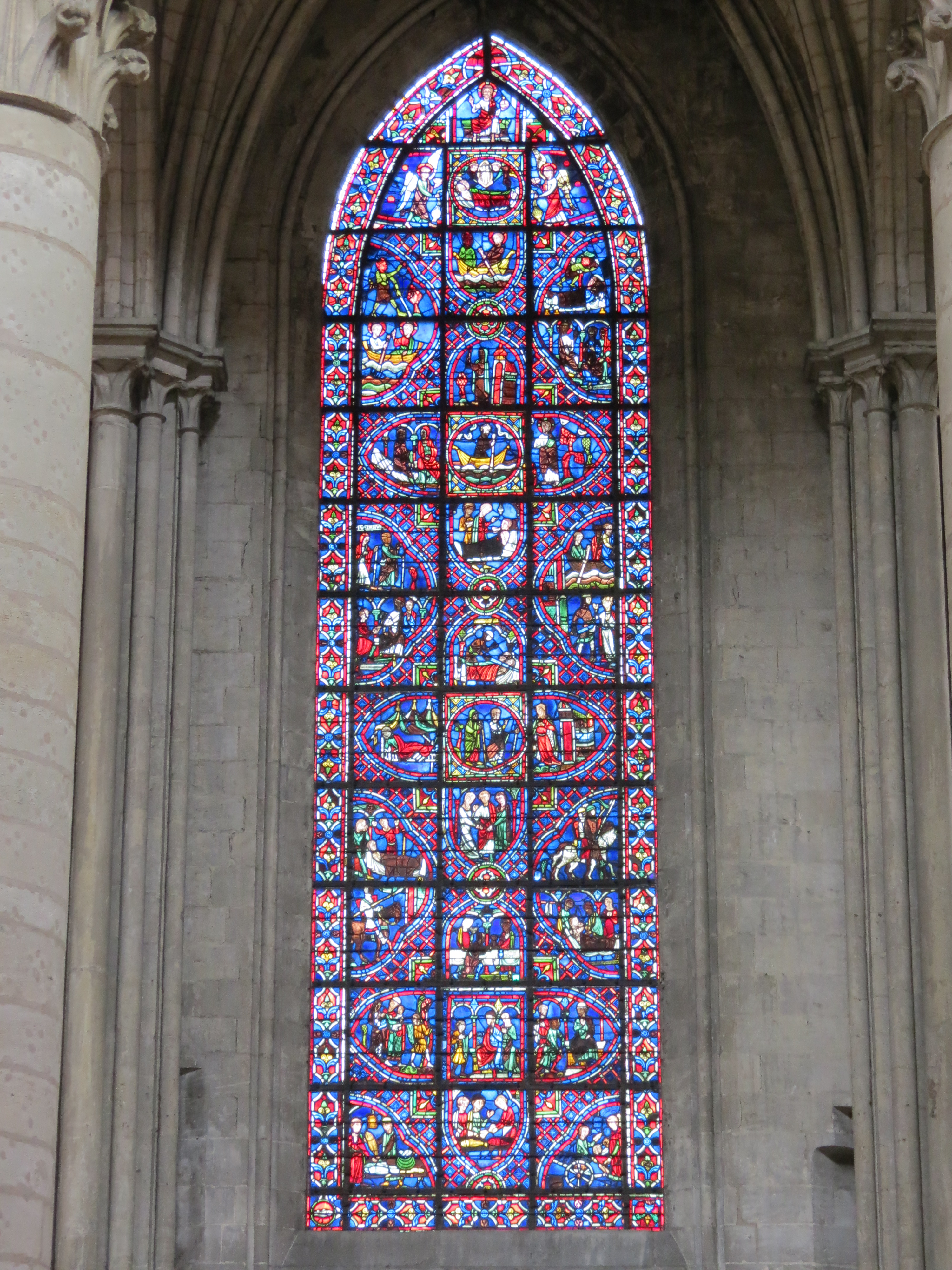
Baie 23, vitrail de Saint-Julien-l'Hospitalier
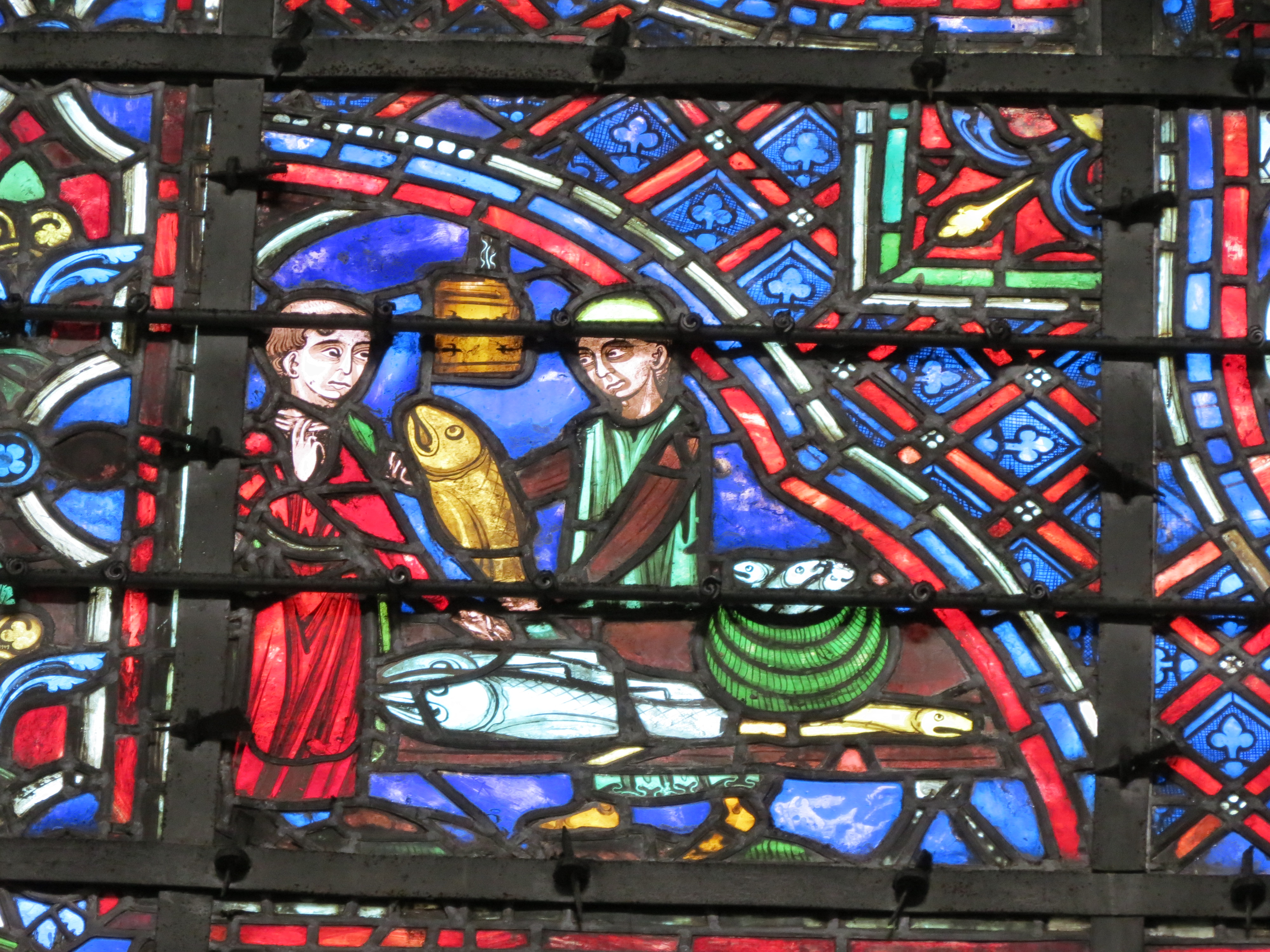
Baie 23, détail sur les poissonniers, donateurs
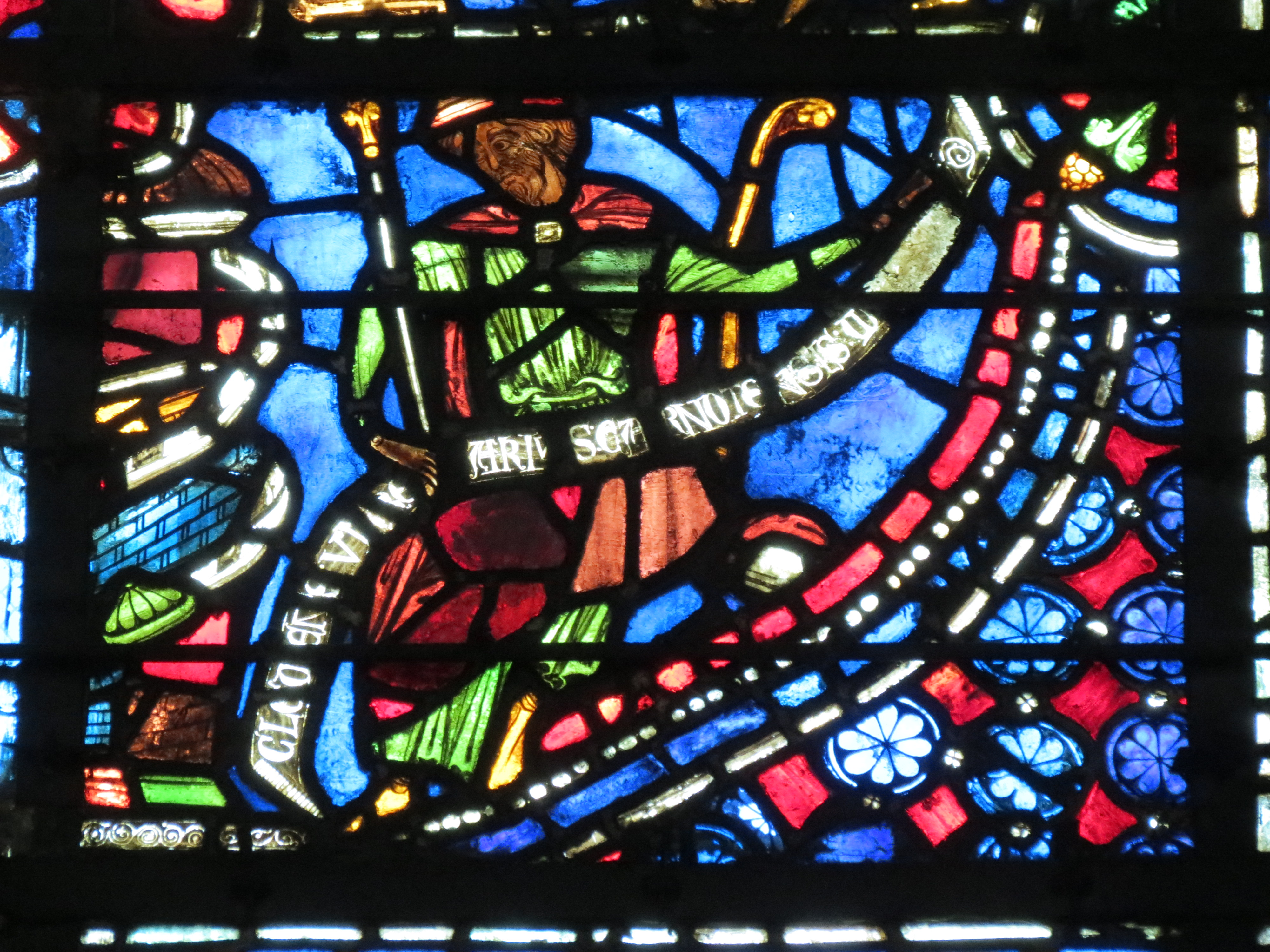
Baie 9, détail d'un phylactère qui porte l'inscription « CLEMENS VITREARIUS CARNOTENSIS M(E FECIT) »
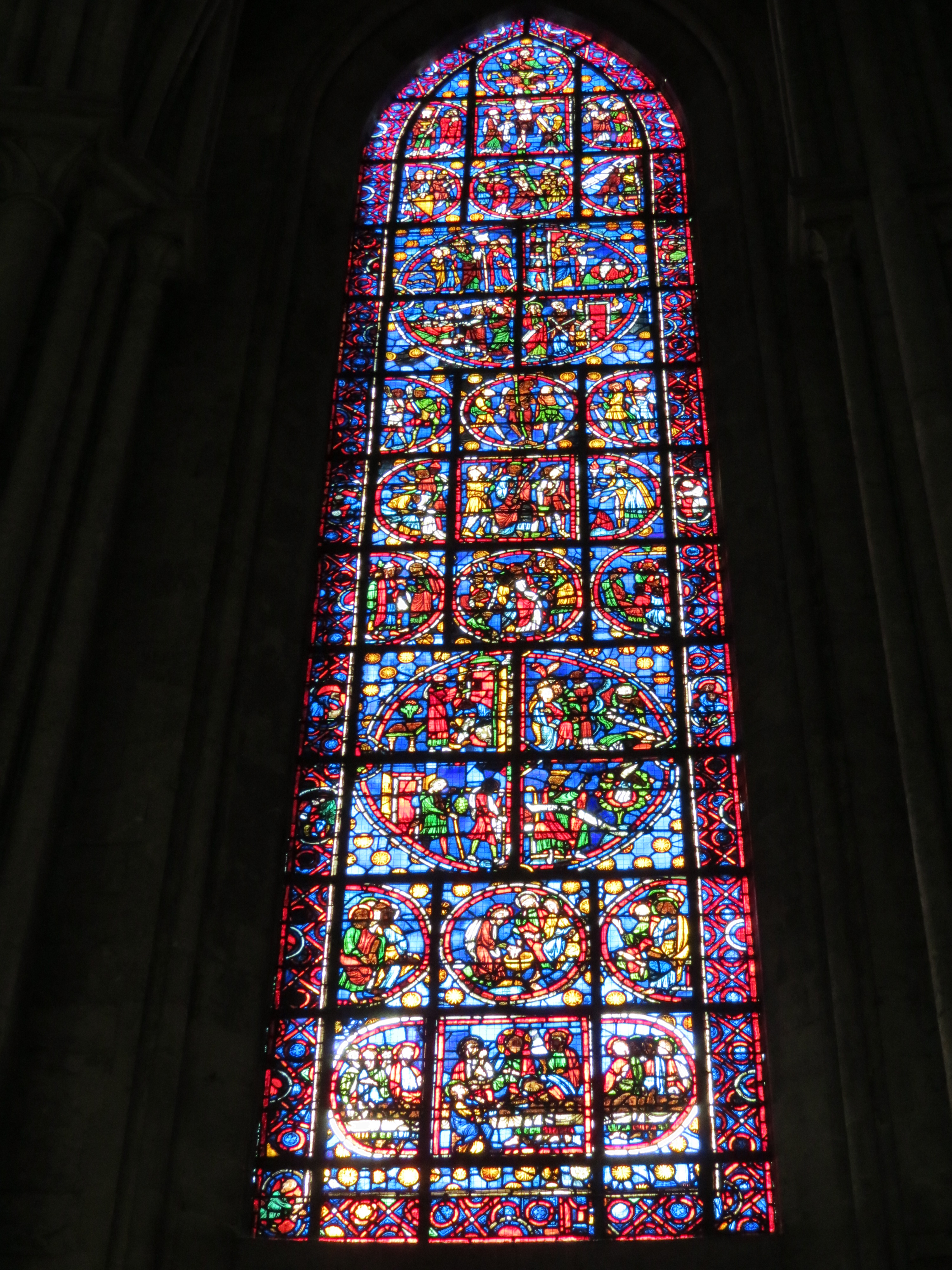
Baie 10, un des rares vitraux ancien à dominante rouge conservé

Le vitrail de saint Julien l'Hospitalier (vers 1220-1230) a été offert par les poissonniers. Ce vitrail est très bien conservé. Il raconte légende de saint Julien l'Hospitalier qui inspira par ailleurs Flaubert dans son ouvrage intitulé Trois contes,.
Le vitrail dans le déambulatoire nord, baie no 9, auprès de la chapelle de la Vierge, racontant la vie du patriarche Joseph et offert par les tondeurs de drap, porte l'inscription dans un phylactère « CLEMENS VITREARIUS CARNOTENSIS M(E FECIT) »,. Ces deux vitraux ont été fabriqués vers 1230. les différences de facture et de présentation laissent à penser qu'ils doivent être attribués à deux auteurs différents. Celui de droite est signé (c'est le seul au XIIIe siècle), par un verrier de Chartres. Contrairement à l'habitude, il ne se lisent pas de bas en haut. L'histoire commence en haut du vitrail de droite pour se terminer en haut du vitrail de gauche.
Le vitrail de la Passion (baie 10), contemporain de la construction du déambulatoire, date des environs de 1230, époque de la fin de la reconstruction de la cathédrale. Il mêle les scènes de la passion du Christ avec des scènes allégoriques tirées de l'Ancien Testament. Le vitrail a été offert vers 1220-1230 par les tailleurs de pierre qui se sont fait représenter dans les bordures de la fenêtre. Les scènes historiées, qui sont dans des parties sphériques de fond bleu, sont entourées de pastilles, bleues également, parsemées d'étoiles. Souvent, ces étoiles sont montées en chef-d'œuvre. Le vitrail a été remis en plomb en 1458 par Robin Damaigne, tandis que Guillaume Barbe a refait les étoiles en 1461.
Le vitrail du Bon Samaritain (baie 12), contemporain de la construction du déambulatoire, doit avoir été réalisé vers 1230, époque de la fin de la reconstruction de la Cathédrale. Il raconte en détail la parabole du Bon Samaritain. Le vitrail a été très restauré par Jules Boulanger vers la fin du XIXe siècle. Le maître verrier y a appliqué le principe à la mode, tiré de l'école de Viollet-le-Duc, soit retrouver l'état du vitrail tel qu'il était à l'origine. On peut en déduire que bien des panneaux paraissent actuellement très clairs parce qu'ils ont été trop « récurés » par le restaurateur. Il y a en outre beaucoup de bouche-trous, notamment dans la moitié inférieure.
| N° baie | Nom du vitrail                                   | Donateurs               | Dates               | Maître verrier               | Base Palissy         | Wikimedia Commons   |
| ------- | ------------------------------------------------ | ----------------------- | ------------------- | ---------------------------- | -------------------- | ------------------- |
| 23      | Verrière de la vie de saint Julien l'hospitalier | les poissonniers        | vers 1220-1230      |                              | Notice no PM76002994 | Baie 23 sur Commons |
| 11      | Verrière de la vie de saint Joseph               | les tondeurs de draps   | vers 1220-1230      |                              |                      | Baie 11 sur Commons |
| 9       | Verrière de la vie de saint Joseph               | les tondeurs de draps   | vers 1220-1230      | Clément, verrier de Chartres |                      | Baie 9 sur Commons  |
| 10      | Verrière de la Passion                           | les tailleurs de pierre | vers 1220-1230 1461 | Guillaume Barbe              |                      | Baie 10 sur Commons |
| 12      | Verrière du Bon Samaritain                       |                         | vers 1220-1230      |                              |                      | Baie 12 sur Commons |

#### Chapelle Saint-Pierre-Saint-Paul
La verrière des Sept Dormants d'Éphèse, encore en place dans une baie du collatéral sud en 1832, d'après un dessin d'Eustache-Hyacinthe Langlois est déposé vers 1870, du fait de son mauvais état et d'une restauration de mauvaise qualité. Entreposée dans des caisses, des panneaux sont vendus. Quatre sont achetés au début du XXe siècle par des musées américains. Sept autres sont remontés en 1980, dans la baie no 13 de la chapelle Saint-Pierre-Saint-Paul, dans une composition contemporaine de Sylvie Gaudin.
| N° baie | Nom du vitrail                                                                  | Donateurs | Dates          | Maître verrier | Base Palissy | Wikimedia Commons   |
| ------- | ------------------------------------------------------------------------------- | --------- | -------------- | -------------- | ------------ | ------------------- |
| 21      | Verrière décorative                                                             |           |                |                |              | Baie 21 sur Commons |
| 19      | Verrière décorative                                                             |           |                |                |              | Baie 19 sur Commons |
| 17      |                                                                                 |           |                |                |              | Baie 17 sur Commons |
| 15      |                                                                                 |           |                |                |              | Baie 15 sur Commons |
| 13      | Verrière composite avec fragments des Sept Dormants d'Éphèse et de saint Pierre |           | vers 1204 1980 | Sylvie Gaudin  |              | Baie 13 sur Commons |

#### Chapelle de la Vierge

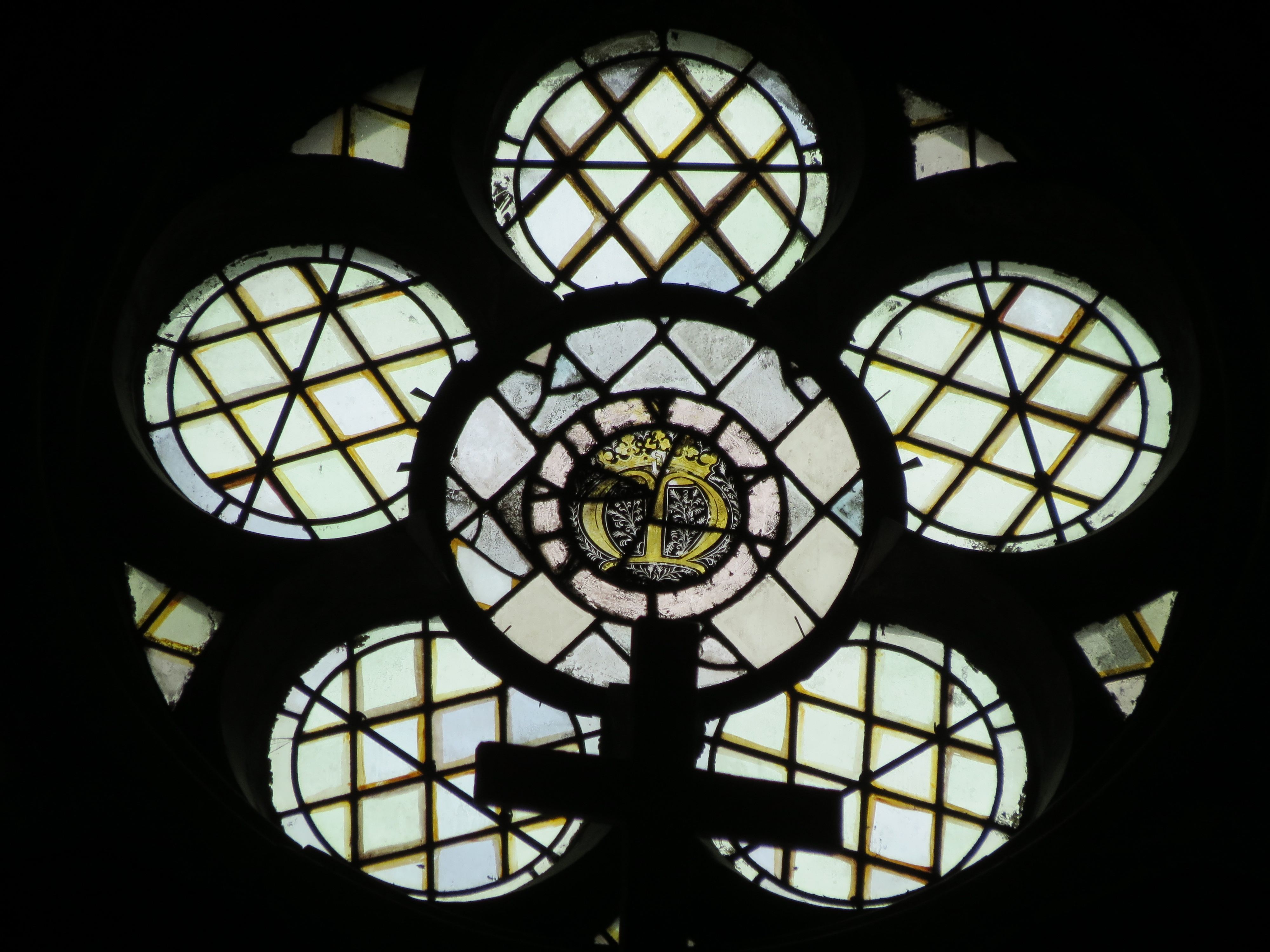
Baie 0, monogramme de Marie
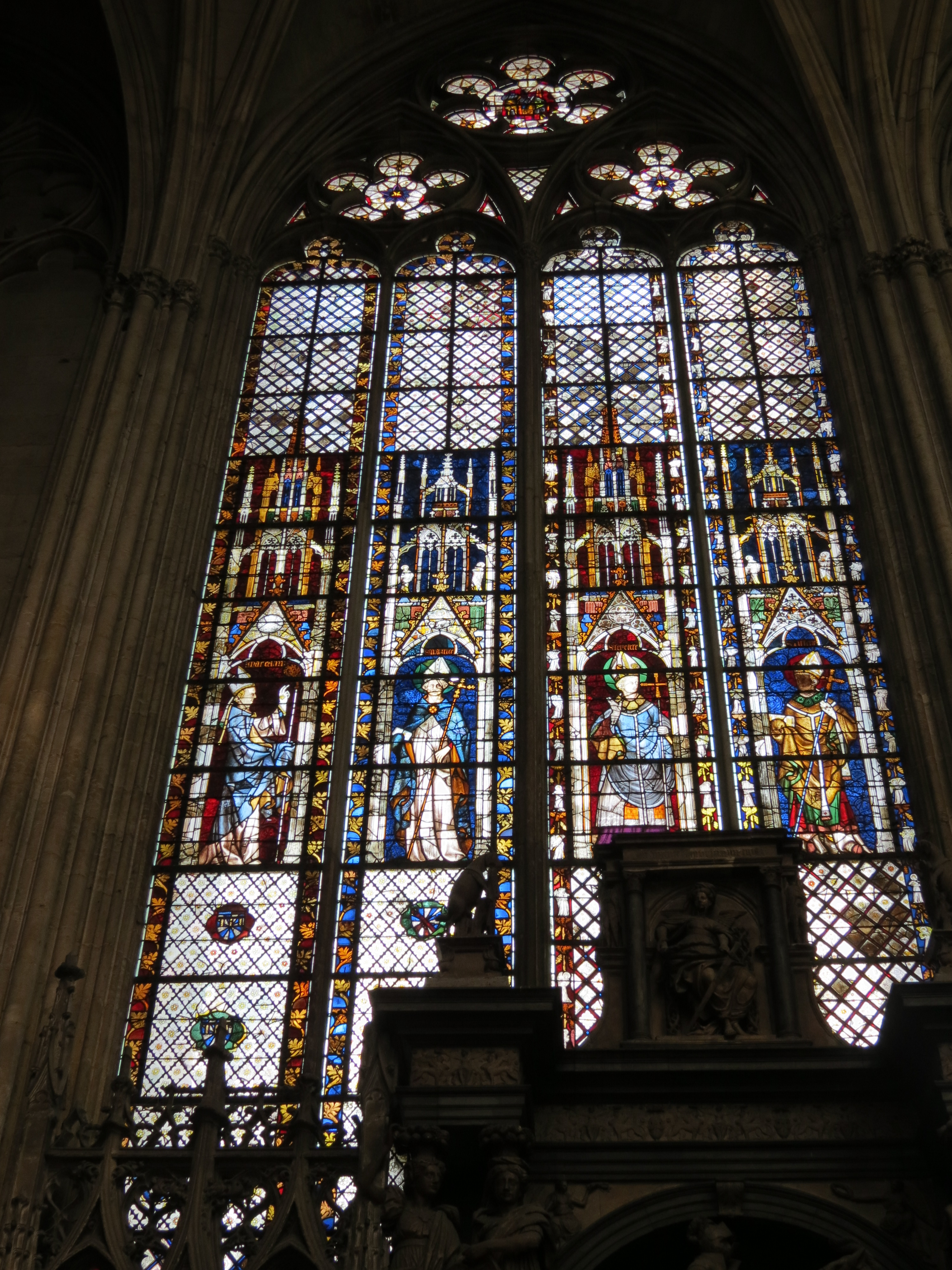
Baie 7, en partie masquée par le tombeau de Brézé
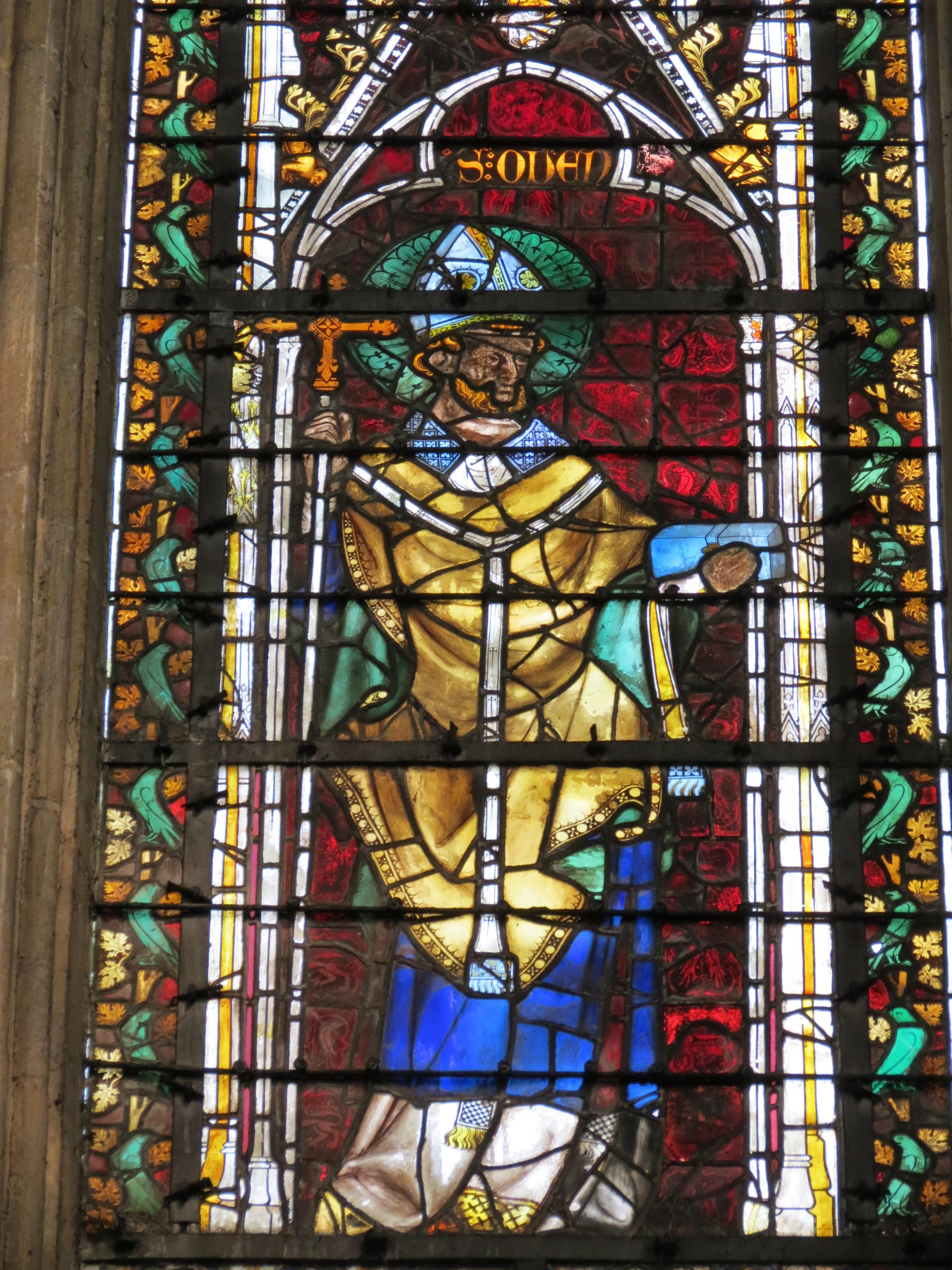
Baie 5, saint Ouen
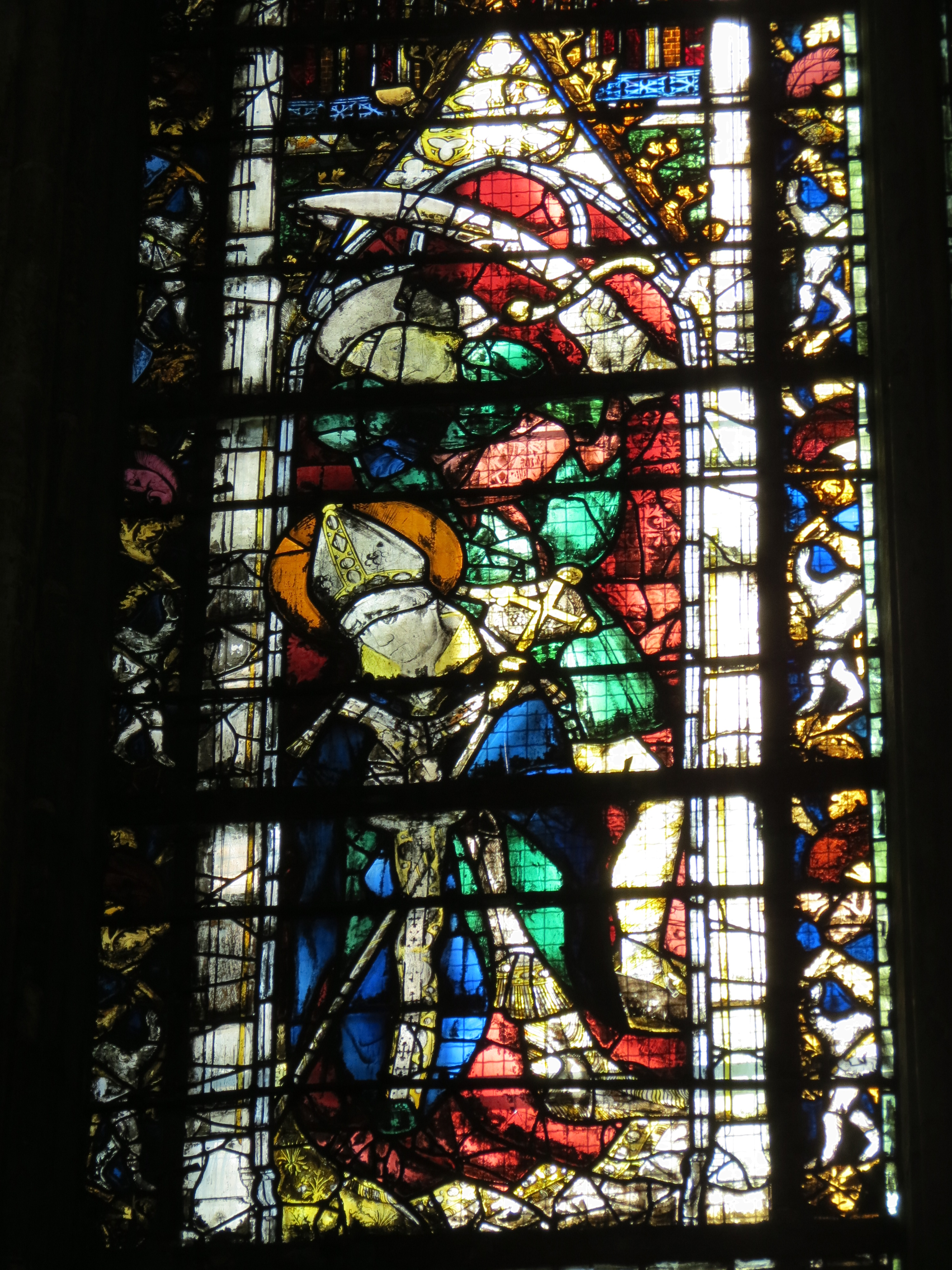
Baie 8, saint Prétextat

Les vitraux de la chapelle de la Vierge sont contemporains de la reconstruction de la chapelle, à partir de 1306, sous l'épiscopat de Guillaume de Flavacourt. On les date des environs de 1310. Il y a un changement total de programme iconographique entre la première chapelle axiale et celle construite par Guillaume de Flavacourt. Au XIIIe siècle, le chapitre suivit la règle générale et fit dédicacer les vitraux à la vie de Marie. Au XIVe siècle, il choisit de glorifier l'Église de Rouen en meublant les grandes verrières par des représentations des seize évêques et archevêques de la cathédrale. Le schéma artistique est partout une suite de prélats, chacun surmonté d'un dais raffiné à deux étages. Ces verrières des évêques sont amplement dégradées. L'atelier Barbe les a en partie restaurées au XVe siècle. Sur le plan des teintures, ces évêques et archevêques de Rouen ont une importance primordiale. Ils ont été dessinés avec du jaune d'argent, pigment mis au point au tout début du XIVe siècle, permettant la multiplication des grisailles, en particulier le modelé des visages. C'était la première fois qu'on l'utilisait en Normandie,. Caractérisé par une recherche de la lumière, le décor se restreint en un bandeau des grands personnages sous des dais. Le reste est composé de grisaille ornée de multiples fermaillets. Les grisailles n'avaient pas été déposée au début de la Seconde Guerre mondiale. Elles ont donc été refaites par le verrier Gaudin vers 1950. Par ailleurs, au rond-point de la chapelle ont été reposées des verrières provenant de l'église Saint-Vincent et datant des environs de 1470.
| N° baie | Nom du vitrail                                                            | Donateurs                           | Dates                        | Maître verrier            | Base Palissy         | Wikimedia Commons  |
| ------- | ------------------------------------------------------------------------- | ----------------------------------- | ---------------------------- | ------------------------- | -------------------- | ------------------ |
| 7       | Verrière des saints Marcellin, Maurice, Silvestre et Eusèbe               | Regnault de Brienchon               | vers 1310 1952               |                           |                      | Baie 7 sur Commons |
| 5       | Verrière des saints Ouen, Ansbert, Godard et Filleul                      |                                     | vers 1310                    | Gaudin                    |                      | Baie 5 sur Commons |
| 3       | Verrière composite avec écus de Guillaume de Flavacourt                   |                                     | vers 1310 XIXe 1959-1960     | Gruber                    |                      | Baie 3 sur Commons |
| 1       | Verrière de l'Annonciation, saints Michel et Jacques le Majeur            |                                     | vers 1470 1956               | Guillaume Barbe Gaudin    |                      | Baie 1 sur Commons |
| 0       | Verrière composite : monogramme de la Vierge et verre décoratif           |                                     | vers 1470 1956               |                           |                      | Baie 0 sur Commons |
| 2       | Verrière des saintes Catherine, Madeleine, saints Pierre et Jean-Baptiste |                                     | vers 1470 1956               | Guillaume Barbe Gaudin    |                      | Baie 2 sur Commons |
| 4       | Verrière composite                                                        |                                     |                              |                           |                      | Baie 4 sur Commons |
| 6       | Verrière des saints Romain, Évode, Victrice et Innocent                   |                                     | vers 1310 1609-1610 XIXe-XXe | Philippe Goust (?) Gaudin |                      | Baie 6 sur Commons |
| 8       | Verrière du martyre de saint Prétextat et saints Maurille, Rémy et Hugues | Crespin le Vallet et sa femme Agnès | 1310                         |                           | Notice no PM76003001 | Baie 8 sur Commons |

#### Chapelle Saint-André/Saint-Barthélémy du Revestiaire
Le vitrail de saint Pierre et saint Paul, contemporain de la construction des chapelles du déambulatoire, doit avoir été réalisé vers 1230, époque de la fin de la reconstruction de la cathédrale. Il est situé dans la sacristie du Chapitre. Les deux panneaux du bas ont été réalisés au XIVe siècle. Cette œuvre est difficile à voir car elle est cachée partiellement par la clôture de pierre qui ferme la chapelle rayonnante Saint-Barthélemy où elle se trouve. Cette verrière se situait à l'origine dans la chapelle nord Saint-Pierre-Saint-Paul et a été déplacée au XIXe siècle. Le maître verrier Gaudin l'a restaurée en 1946. On note quelques bouche-trous dans les vêtements et des têtes restaurées.
| N° baie | Nom du vitrail                                                                             | Donateurs | Dates                                   | Maître verrier         | Base Palissy | Wikimedia Commons   |
| ------- | ------------------------------------------------------------------------------------------ | --------- | --------------------------------------- | ---------------------- | ------------ | ------------------- |
| 14      | Verrière composite : vie des saints Pierre et Paul, martyre des saints André et Barthelémy |           | vers 1220-1230 1er quart du XIVe siècle |                        |              | Baie 14 sur Commons |
| 16      | Verrière décorative                                                                        |           | 1978                                    | Simone Flandrin-Latron |              | Baie 16 sur Commons |
| 18      | Verrière décorative                                                                        |           | 1978                                    | Simone Flandrin-Latron |              | Baie 18 sur Commons |

### Bras Sud du transept
Les panneaux formant le vitrail de Jean de Nonancourt ont été offerts à la cathédrale aux environs de 1340-1350 par Jean de Nonancourt, archidiacre du Vexin français. À l'origine, ils appartenaient à deux fenêtres de l'actuelle chapelle Sainte-Jeanne-d'Arc, autrefois chapelle du Saint-Esprit. Ils ont été remontés à leur place actuelle en 1956 et 1957. En bas des vitraux, le donateur est représenté agenouillé de face, une inscription nominative permettant son identification. Le panneau supérieur représente deux clercs agenouillés et tête levée.
Daté de 1449-1450, le vitrail des Saints Innocents a été offert par la Confrérie des Saints Innocents et par les exécuteurs testamentaires de Guillaume Le Fêve, il a d'abord été monté dans la fenêtre vers l'est du transept. Lors de l'installation de la confrérie de Saint-Romain dans cette chapelle, en 1520, il a été déplacé dans ce qui est maintenant la chapelle Sainte-Jeanne-d'Arc, puis, en 1960, à son emplacement actuel vers l'ouest du transept. Aux pieds de la Vierge figure un donateur ecclésiastique agenouillé. Il s'agit peut-être de Guillaume Le Fêve dont les libéralités permirent la fabrication de l’œuvre.
Le vitrail de saint Jean Baptiste comporte des éléments datant de la fin du XVIe siècle et provenant de l'église Saint-Laurent de Rouen ; ils furent offert par Eustache de La Quérière qui les avaient achetés vers 1811 à la cathédrale. Ces fragments en ont été remontés dans le bras sud du transept et replacés en 1960 par Simone Flandrin-Latron, dans une grisaille moderne.
| N° baie | Nom du vitrail                                             | Donateurs                                        | Dates                    | Maître verrier                                                                  | Base Palissy | Wikimedia Commons   |
| ------- | ---------------------------------------------------------- | ------------------------------------------------ | ------------------------ | ------------------------------------------------------------------------------- | ------------ | ------------------- |
| 32      | Verrière des saints Innocents                              | Guillaume Le Fêve Confrérie des saints Innocents | 1449-1450 1960           | Simone Flandrin-Latron                                                          |              | Baie 32 sur Commons |
| 34      | Verrière de la vie de saint Jean-Baptiste                  | Eustache de La Quérière                          | fin XVIe siècle 1960     | Simone Flandrin-Latron                                                          |              | Baie 34 sur Commons |
| 36      | Verrière de la Vierge avec saints Jean-Baptiste et Nicolas | Jean de Nonancourt                               | vers 1340-1350 1956-1957 | Maître de la légende de Saint-Nicaise (Saint-Ouen de Rouen) Jean-Jacques Gruber |              | Baie 36 sur Commons |

#### Chapelle Sainte-Jeanne d'Arc
Les vitraux qui se trouvaient dans la chapelle ont été remplacés après la Seconde Guerre mondiale par des compositions de Max Ingrand. Dans l'axe, on trouve une allégorie de Jeanne d'Arc. Au sud, un vitrail présente les blasons des villes libérées par Jeanne d'Arc ; puis, deux fenêtres présentent sa vie, de Domrémy à Rouen. Les vitraux qui se trouvaient anciennement dans cette chapelle ont été partiellement transférés dans une fenêtre du bras sud du transept.
| N° baie | Nom du vitrail                                              | Donateurs | Dates | Maître verrier | Base Palissy | Wikimedia Commons   |
| ------- | ----------------------------------------------------------- | --------- | ----- | -------------- | ------------ | ------------------- |
| 20      | Verrière de la bannière de Jeanne d'Arc                     |           | 1956  | Max Ingrand    |              | Baie 20 sur Commons |
| 22      | Verrière de la vie de Jeanne d'Arc de Compiègne à Rouen     |           | 1956  | Max Ingrand    |              | Baie 20 sur Commons |
| 24      | Verrière des blasons des villes traversées par Jeanne d'Arc |           | 1956  | Max Ingrand    |              | Baie 20 sur Commons |
| 26      | Verrière de la vie de Jeanne d'Arc de Domrémy à Reims       |           | 1956  | Max Ingrand    |              | Baie 20 sur Commons |

#### Chapelle Saint-Joseph

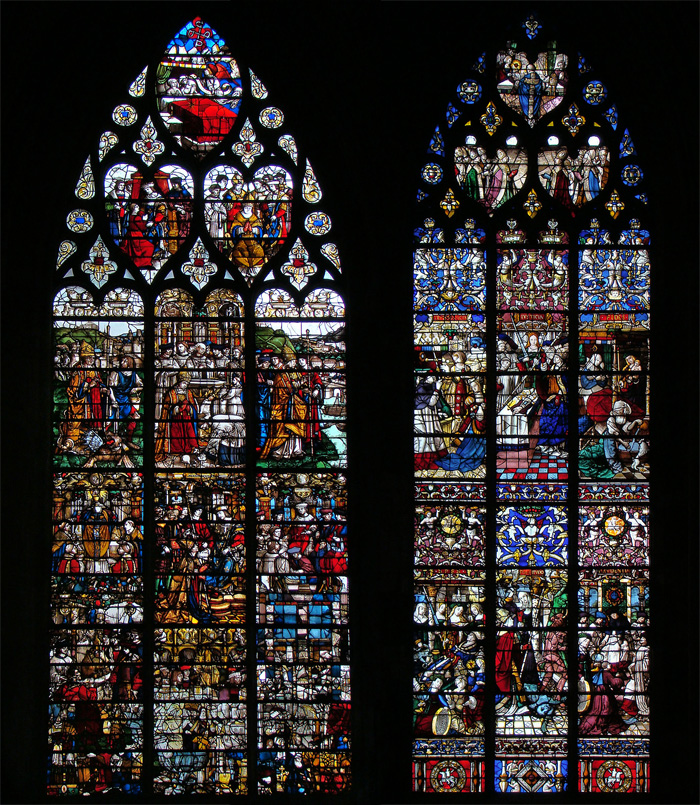
Baies 28 et 30
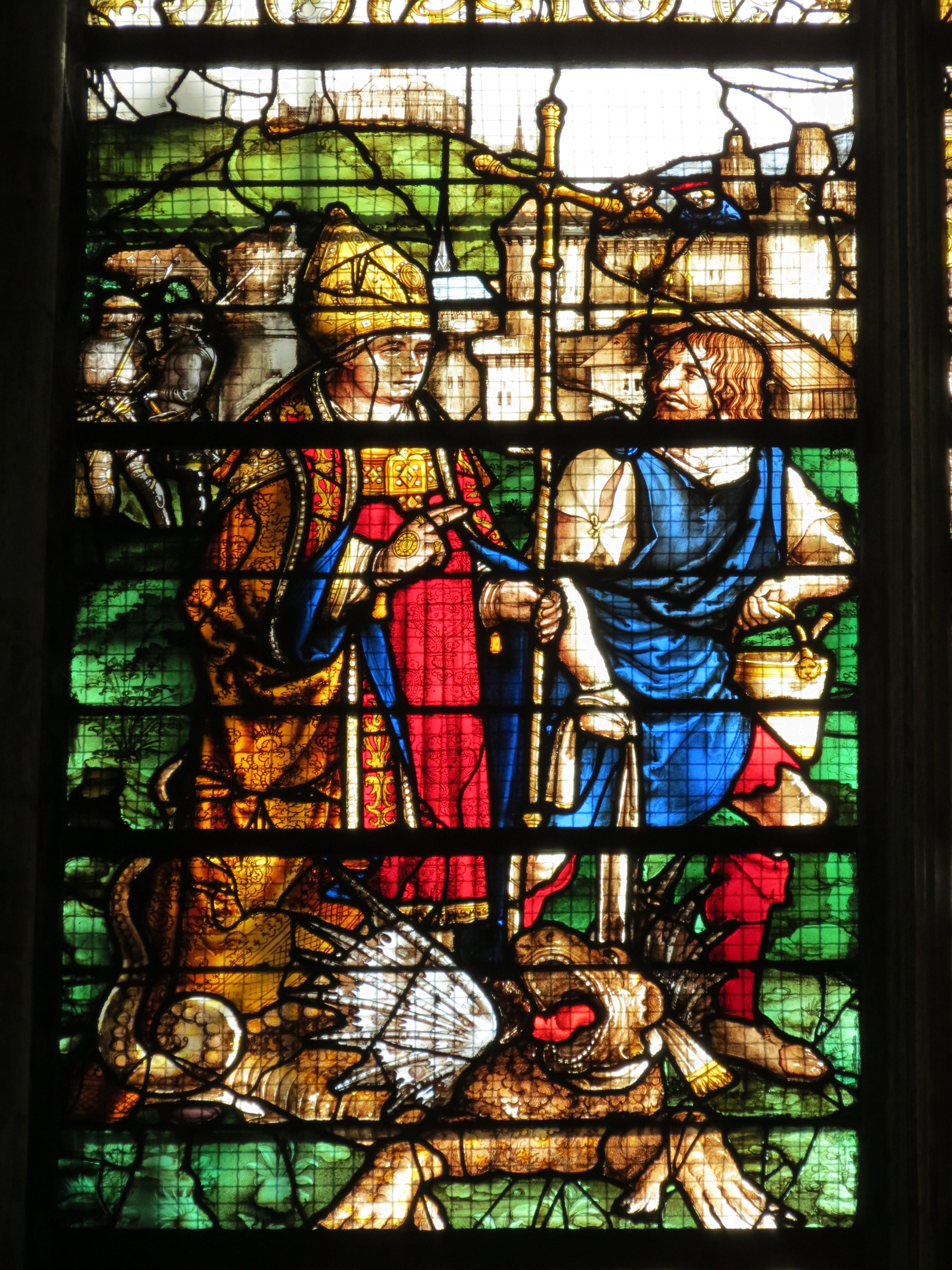
Baie 28, saint Romain tue la gargouille
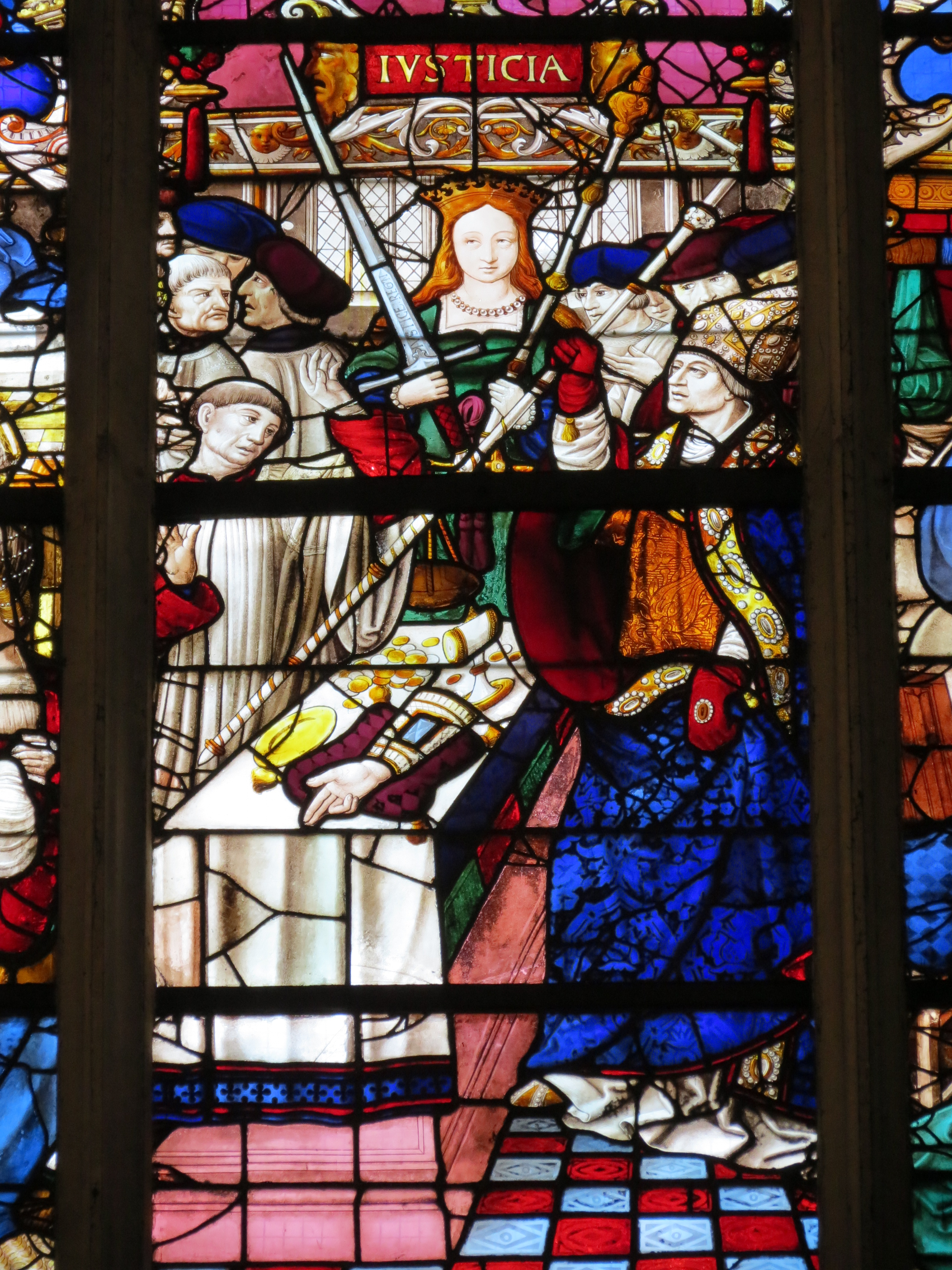
Baie 30, la justice
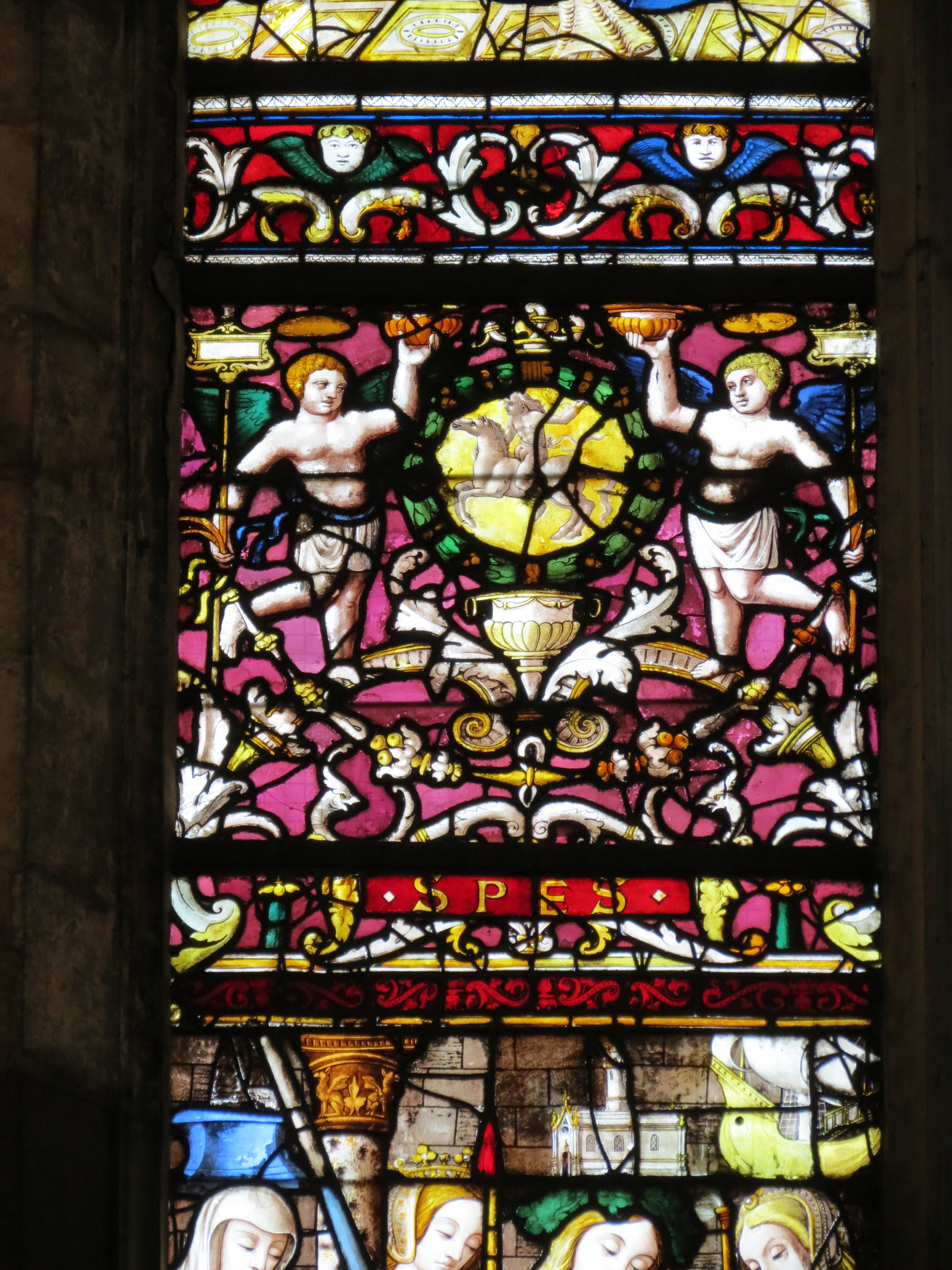
Baie 30, l'espoir

Le vitrail de saint Romain a été offert par la Confrérie de saint Romain vers 1521 ; ce vitrail raconte la vie du saint patron de la ville de Rouen. La partie inférieure de la fenêtre a été mutilée lors de la construction d'une vaste contretable. Elle a été complétée en 1911 par des fragments provenant d'une vie de saint Eustache, œuvre de Jean Barbe et datant de 1511-1512.
Jacques Le Lieur, conseiller de la ville et auteur du Livre des fontaines, offre la verrière du Panégyrique de saint Romain, vitrail qui présente la vie et les miracles de saint Romain présidés par les Vertus. Jacques Le Lieur, s'est fait représenter allégoriquement au milieu de la fenêtre. En effet, le panneau central du vitrail représente un curieux personnage dont le corps se prolonge par des entrelacs, des « liures. » Il s'agit probablement de la signature allégorique de celui qui offrit ce vitrail à la cathédrale.
| N° baie | Nom du vitrail                                              | Donateurs                 | Dates               | Maître verrier                     | Base Palissy | Wikimedia Commons   |
| ------- | ----------------------------------------------------------- | ------------------------- | ------------------- | ---------------------------------- | ------------ | ------------------- |
| 28      | Verrière de la Fierte saint Romain et vie de saint Eustache | Confrérie de saint Romain | 1511-1512 vers 1521 | Jean Barbe                         |              | Baie 28 sur Commons |
| 30      | Verrière du Panégyrique de saint Romain                     | Jacques Le Lieur          | 1521 1709 1920      | Jean Barbe et son gendre Boulanger |              | Baie 30 sur Commons |

### Collatéral Sud de la nef
Au sud, les chapelles du collatéral ne recèlent pas d'anciens vitraux, car la plupart d'entre elles ont été détruites par les chanoines aux XVIIe et XVIIIe siècles pour attirer la lumière dans l'édifice assombri par ses anciens vitraux opaques. Les verrières actuelles de la majorité des chapelles du collatéral sud sont des œuvres contemporaines du maître-verrier Max Ingrand réalisées dans les années cinquante, comme pour la chapelle Sainte-Jeanne-d'Arc dans le croisillon sud.
Les vitraux du XIXe siècle n'avaient pas été déposés au début de la Seconde Guerre mondiale. Ils ont été détruits par les bombardements d'avril et mai 1944. Ils ont été remplacés par des verrières modernes dues à Max Ingrand. Ils représentent des scènes de l'Ancien Testament, le Christ de la Passion entre saint Joseph et saint Éloi, ainsi que les travaux agricoles des quatre saisons.
Dès 1939, à l'initiative de Jean Lafond, historien du vitrail, la totalité des vitraux anciens sont déposés pour ne laisser en place que les vitraux du XIXe siècle. Ces vitraux du XIXe siècle seront pulvérisés lors du bombardement de la cathédrale en 1944 et envoyés pour l’essentiel dans la salle-basse du donjon de Niort et quelques autres au château de Carrouges, les préservant de la destruction.
| N° baie | Emplacement                                  | Nom du vitrail                                                                                      | Donateurs                                                        | Dates                             | Maître verrier                                             | Base Palissy | Wikimedia Commons   |
| ------- | -------------------------------------------- | --------------------------------------------------------------------------------------------------- | ---------------------------------------------------------------- | --------------------------------- | ---------------------------------------------------------- | ------------ | ------------------- |
| 38      | Chapelle du Petit-Saint-Romain               | |                                                                  |                                   |                                                            |              | Baie 38 sur Commons |
| 40      | Chapelle Sainte-Marguerite                   | |                                                                  |                                   |                                                            |              | Baie 40 sur Commons |
| 42      | Portail Saint-Siméon                         | |                                                                  |                                   |                                                            |              | Baie 42 sur Commons |
| 44      | Chapelle Sainte-Catherine                    | Verrière composite : Vierge à l'Enfant couronnée, saints Simon, Nicolas et sainte Catherine         |                                                                  | 1466-1467 milieu XIXe siècle 1960 | Guillaume Barbe You-Renaud ou Théodore Bernard Max Ingrand |              | Baie 44 sur Commons |
| 46      | Chapelle Sainte-Colombe-du-Blé-Eucharistique | Verrière du Blé Eucharistique                                                                       |                                                                  | 1956                              | Max Ingrand                                                |              | Baie 46 sur Commons |
| 48      | Chapelle Saint-Pierre-du-Bâtiment            | Verrière du Christ de l'Ascension, saints Joseph et Éloi                                            |                                                                  | 1955                              | Max Ingrand                                                |              | Baie 48 sur Commons |
| 50      | Chapelle Saint-Léonard                       | Verrière de l'Entrée de la Terre Promise, le Paradis Terrestre, Josué arrêtant le Soleil, le Déluge | Caisse nationale des congés payés et des intempéries du bâtiment | 1956                              | Max Ingrand                                                |              | Baie 50 sur Commons |
| 52      | Chapelle Saint-Eustache                      | |                                                                  |                                   |                                                            |              | Baie 52 sur Commons |

#### Chapelle Saint-Étienne-la-Grande-Église (tour de Beurre)

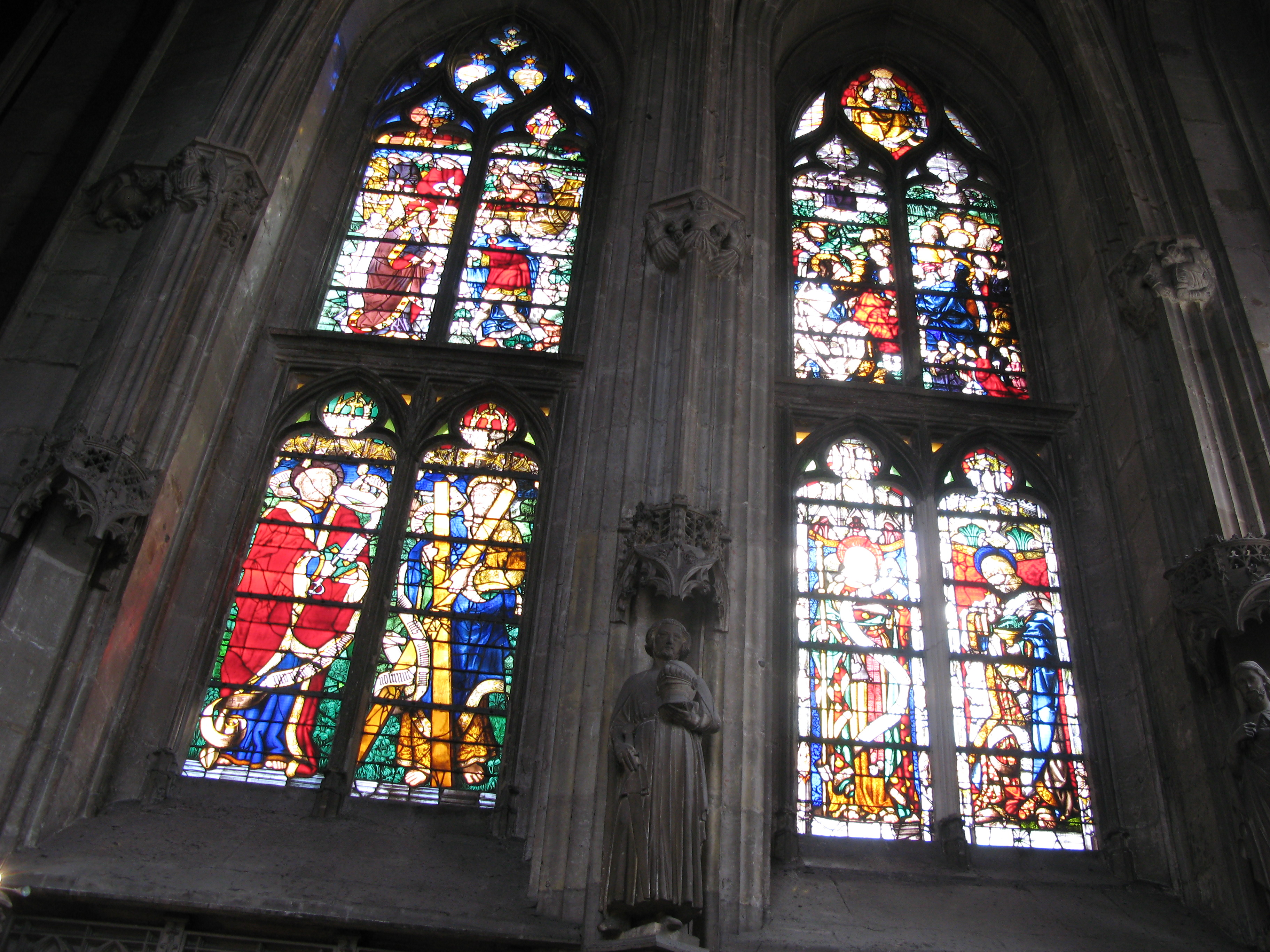
Baies 54 et 56
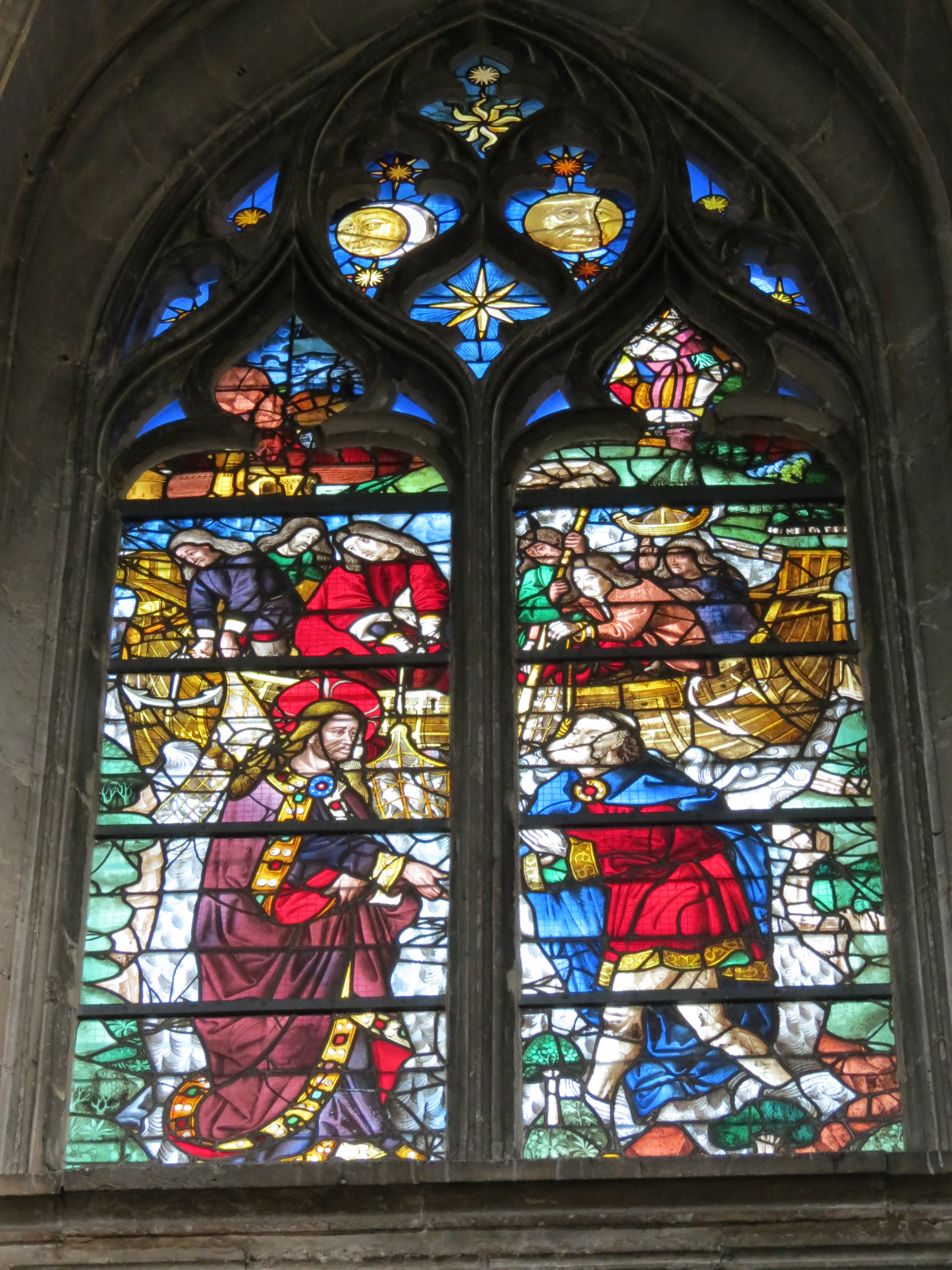
Baie 54, le Christ et saint Pierre marchent sur les flots
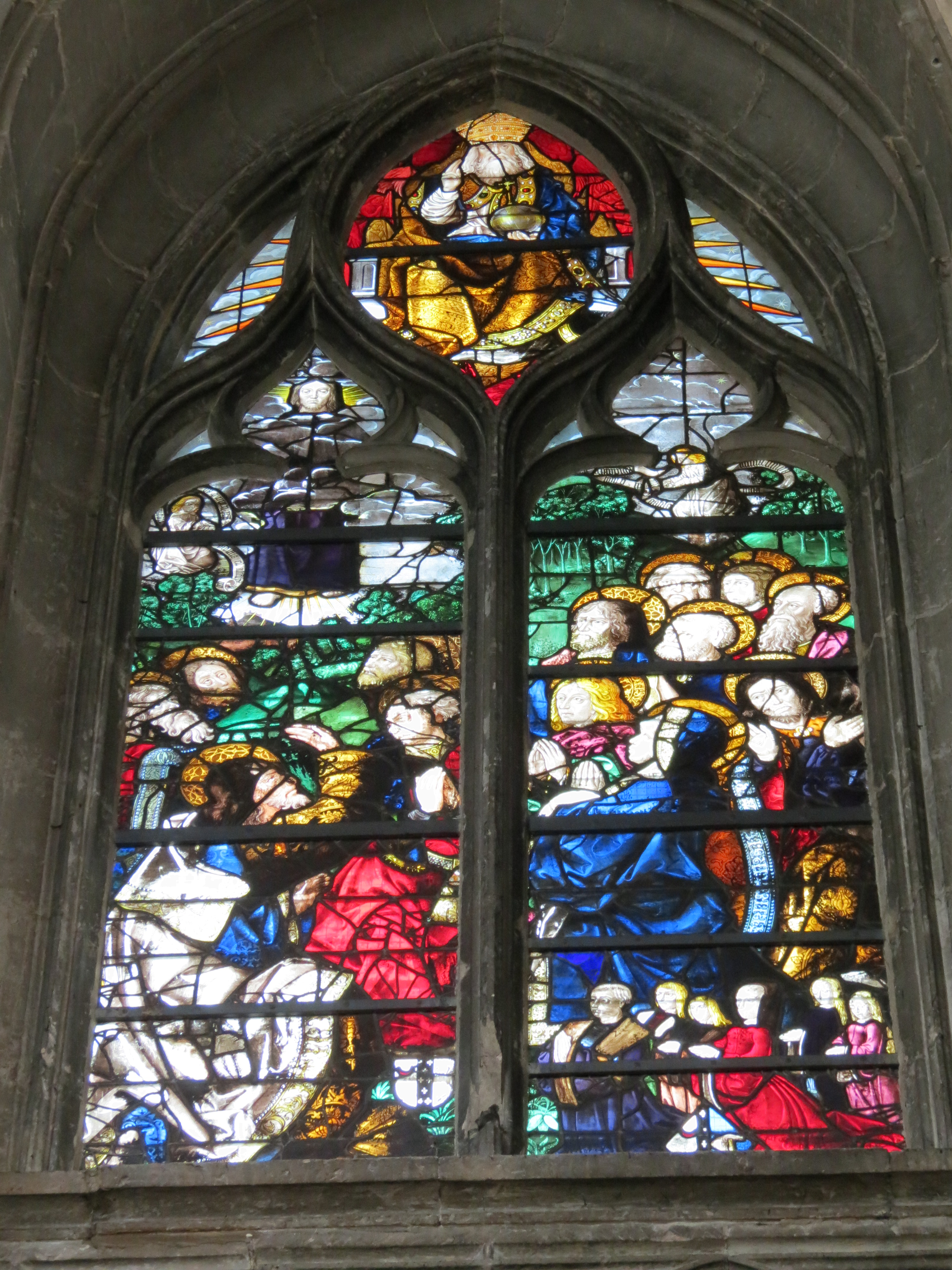
Baie 56, l'Ascension
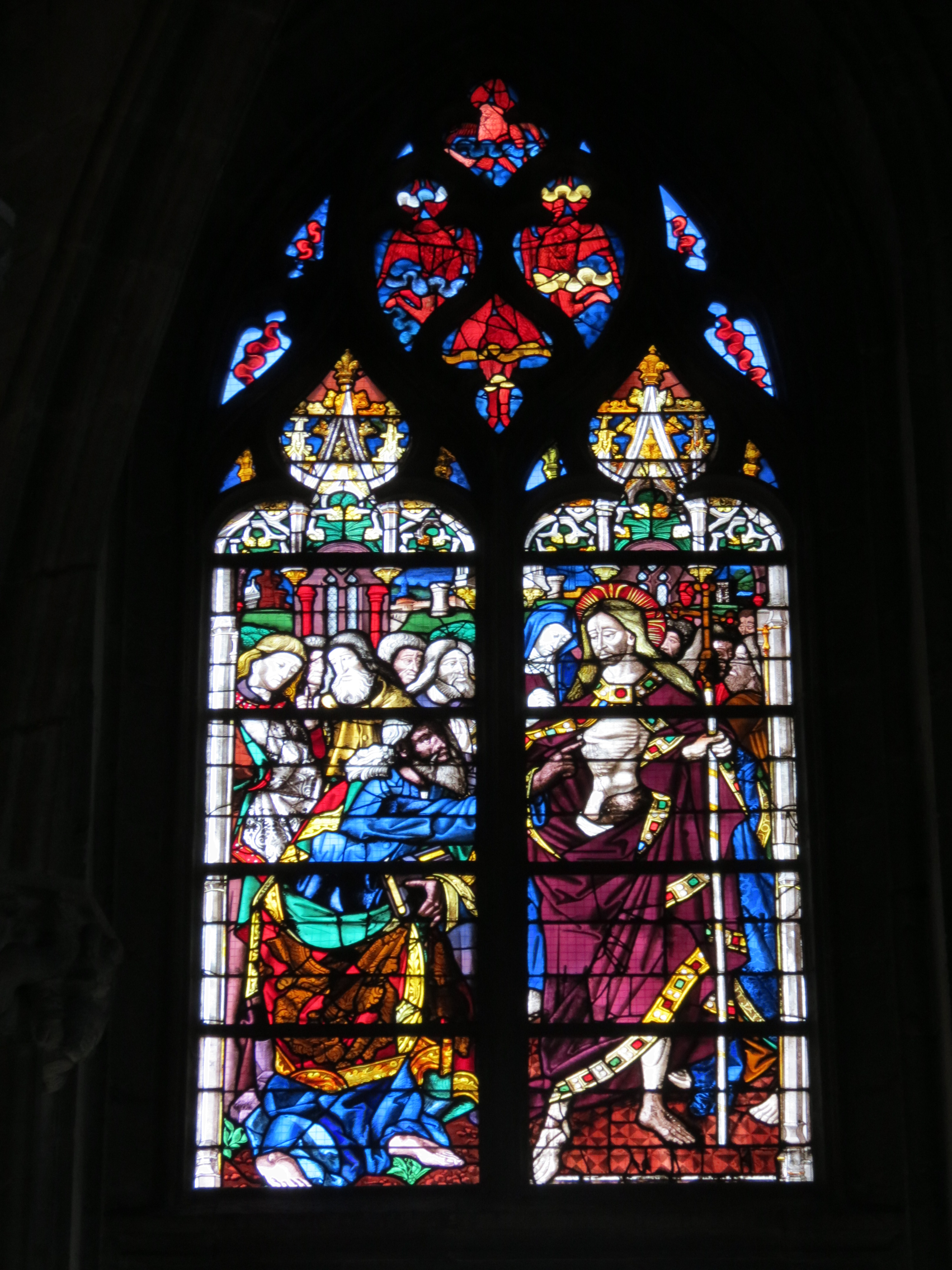
Baie 58, l'Incréduclité de saint Thomas
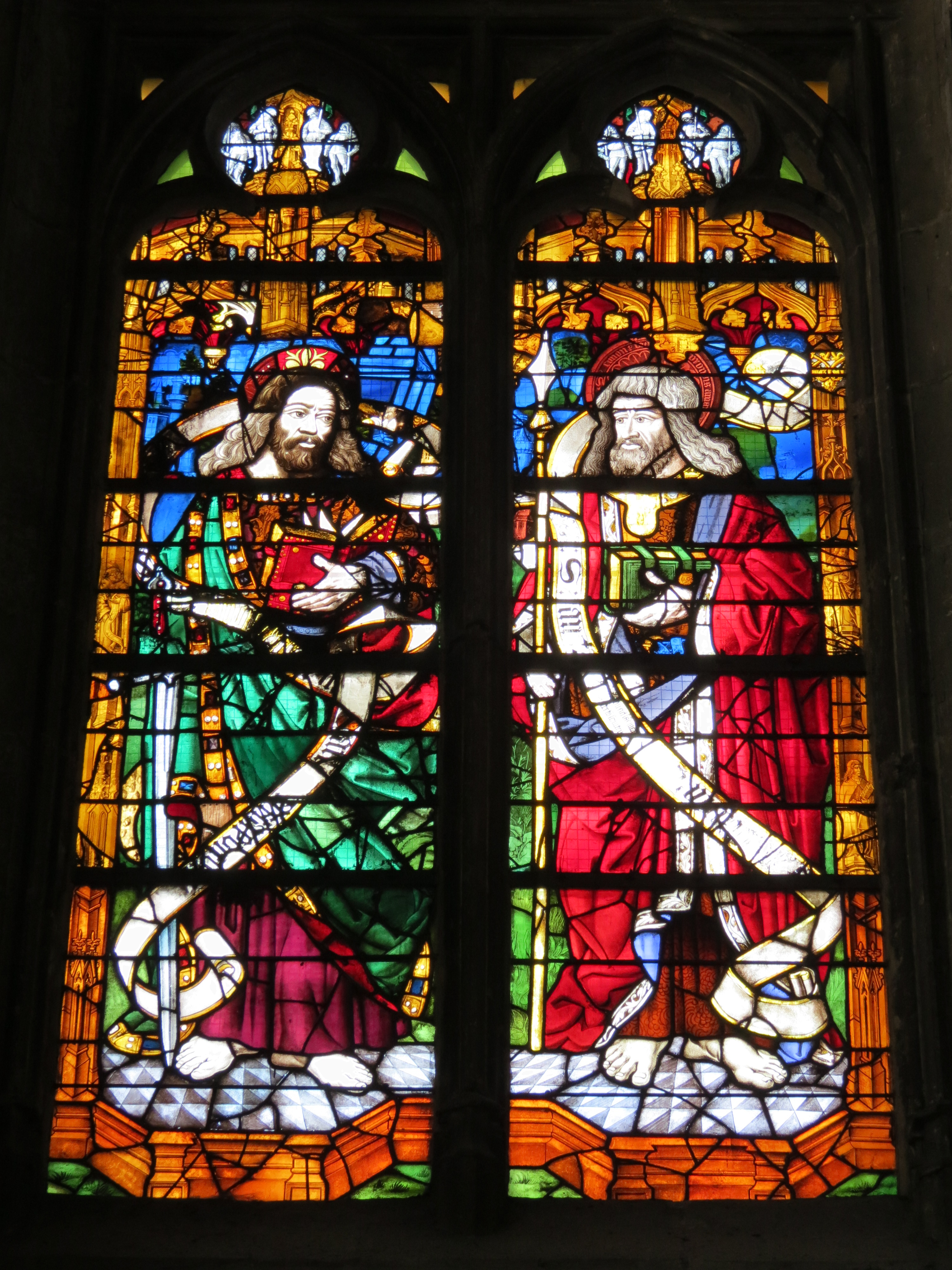
Baie 62, saints Jacques le Majeur et Jean l'Évangéliste

La base de la tour de Beurre constitua une paroisse depuis 1496 dénommée Saint-Étienne de la Grande Église. Les fenêtres furent vitrées vers 1500. Le programme avait été fixé par le cardinal Georges d'Amboise. La partie inférieure de chaque fenêtre représente un apôtre et la partie supérieure des scènes des évangiles. La réalisation n'en fut pas achevée et il reste quatre doubles fenêtres et une fenêtre simple.
| N° baie | Nom du vitrail | Donateurs | Dates          | Maître verrier | Base Palissy | Wikimedia Commons   |
| ------- | --- | --------- | -------------- | -------------- | ------------ | ------------------- |
| 54      | Verrière des apôtres du Credo apostolique (saints Pierre et André), le Christ et saint Pierre marchent sur les flots |           | vers 1500      |                |              | Baie 54 sur Commons |
| 56      | Verrière des apôtres du Credo apostolique (saints Jacques le Majeur et Jean l'Évangéliste), l'Ascension              |           | vers 1500 1550 | gendre Barbe   |              | Baie 56 sur Commons |
| 58      | Verrière de l'Incrédulité de saint Thomas                                                                            |           | vers 1500      |                |              | Baie 58 sur Commons |
| 60      | |           |                |                |              | Baie 60 sur Commons |
| 62      | Verrière des apôtres du Credo apostolique (saints Paul et Jude), le Christ et les pèlerins d'Emmaüs                  |           | vers 1500      |                |              | Baie 62 sur Commons |

### Fenêtres hautes du chœur

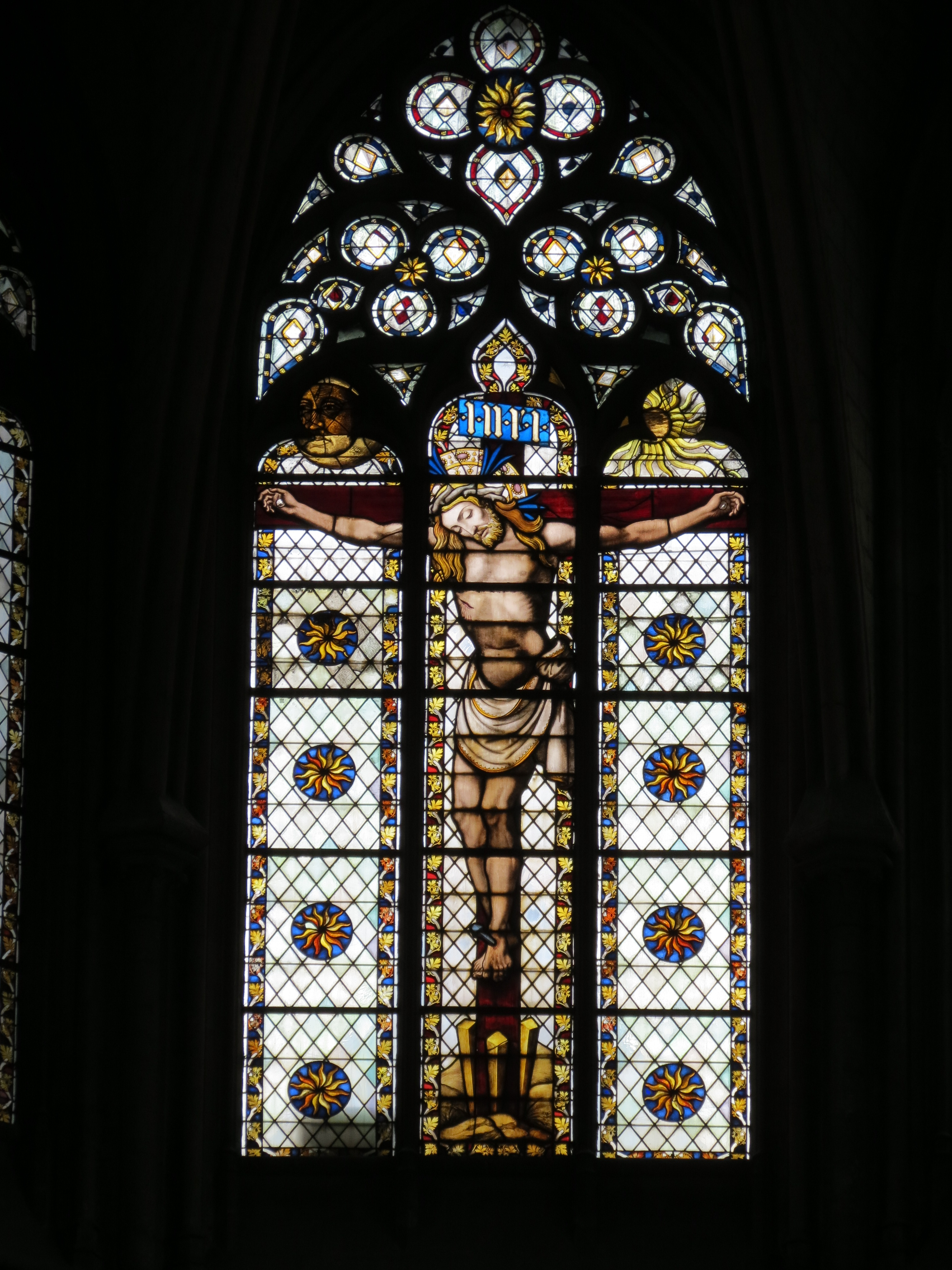
Baie 100, le Christ en croix
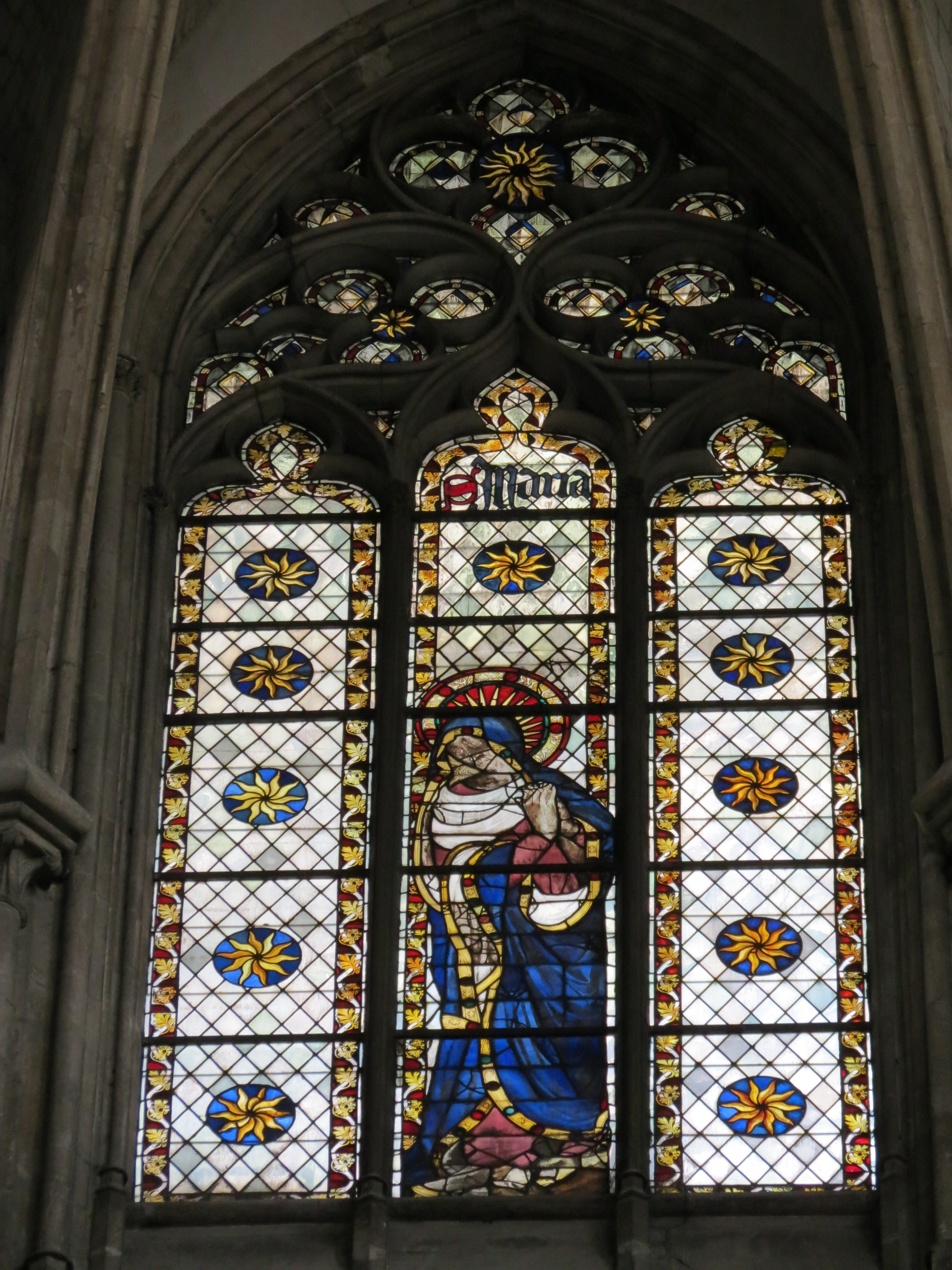
Baie 101, Marie
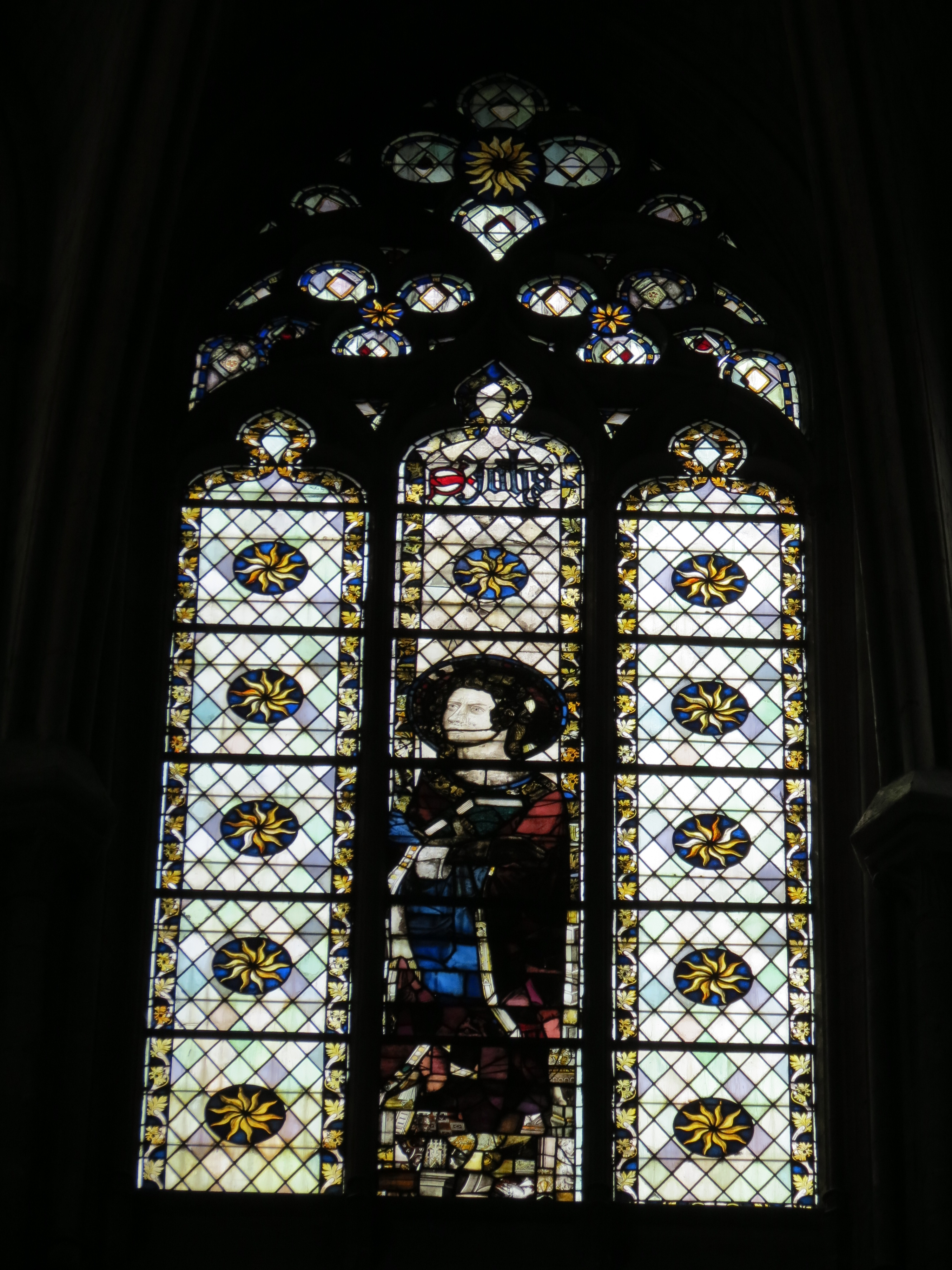
Baie 102, saint Jude

Il ne reste que trois fenêtres hautes de la nef et du chœur de la cathédrale. Elles avaient été vitrées vers 1430 à la suite de la transformation des fenêtres hautes par Jeanson Salvart et Jehan Roussel.
Jenson Salvart remplaça les fenêtres hautes de la cathédrale afin d’y apporter davantage de lumière. Les nouveaux vitraux sont l’œuvre de Jehan de Senlis. Elles sont dues aux maîtres verriers Étienne Guiot et Guillaume de Grainville. Ces trois fenêtres hautes représentent au centre, le Christ en croix, entouré de la Vierge, à sa droite, et de saint Jude à sa gauche.
| N° baie | Nom du vitrail              | Donateurs | Dates                                   | Maître verrier                                               | Base Palissy | Wikimedia Commons    |
| ------- | --------------------------- | --------- | --------------------------------------- | ------------------------------------------------------------ | ------------ | -------------------- |
| 100     | Verrière du Christ en croix |           | vers 1430 2e moitié du XIXe siècle 1956 | Étienne Guiot et Guillaume de Grainville Jean-Jacques Grüber |              | Baie 100 sur Commons |
| 101     | Verrière de Marie           |           | vers 1430 2e moitié du XIXe siècle 1956 | Étienne Guiot et Guillaume de Grainville Jean-Jacques Grüber |              | Baie 101 sur Commons |
| 102     | Verrière de saint-Jude      |           | vers 1430 2e moitié du XIXe siècle 1956 | Étienne Guiot et Guillaume de Grainville Jean-Jacques Grüber |              | Baie 102 sur Commons |
| 105     | Verrière de saint-Pierre    |           |                                         | Jean de Senlis                                               |              | Baie 105 sur Commons |